# Makaó történelme

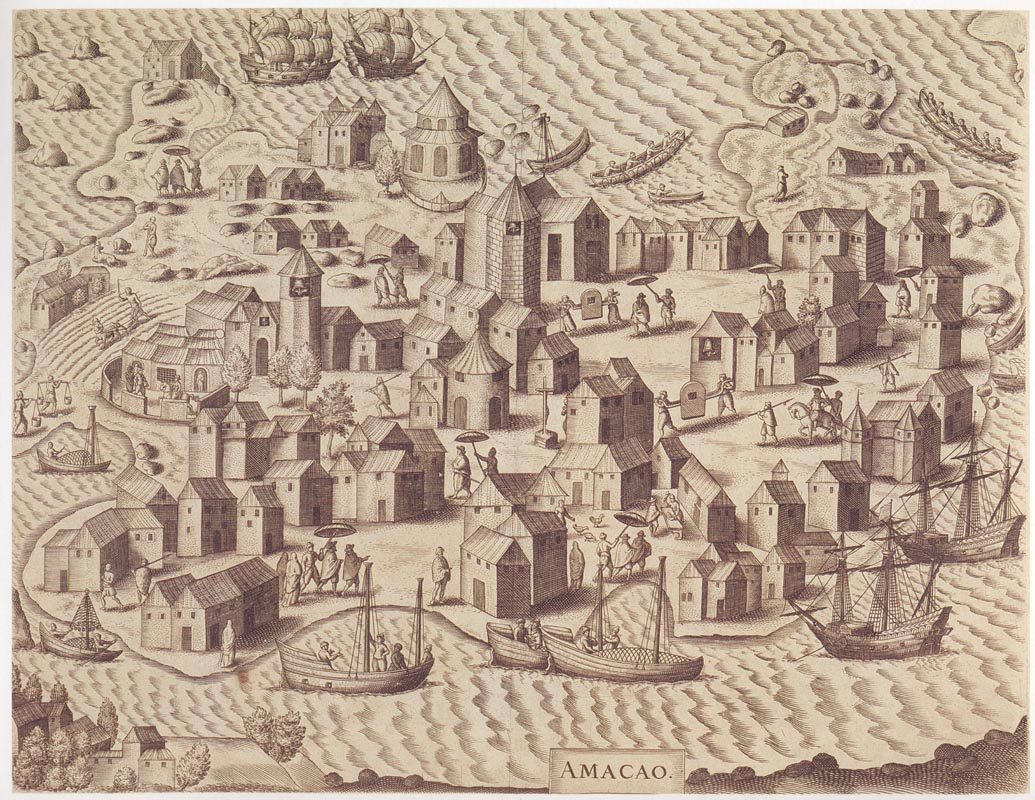
16. századi ábrázolás gyaloghintón közlekedő európai gyarmatosítókkal, és a belső kikötőben állomásozó nyugati hajókkal. (1598 körül)

Makaó története mintegy 6000 évre nyúlik vissza, és napjainkig számos nép és kultúra alakította az államalakulat történelmét. Makaó jelenleg a Kínai Népköztársaság Különleges igazgatású területe. 1557-ben a terület portugál gyarmat lett, azonban továbbra is kínai hatalom és szuverenitás alatt állt, Portugália csupán bérlő maradt az általa kereskedelmi központnak használt Makaóban. Önrendelkezési jogát csak az 1840-es években nyerte el, majd az 1887-ben megkötött kínai-portugál szerződés értelmében 1999-ig Makaó portugál felségterület lett, és csak ezt követően került vissza Kínához. Makaó volt az utolsó megmaradt európai gyarmatterület Ázsia kontinentális részén, portugál gyarmat pedig az egész Földön.

## Kezdetek
A régészeti kutatások szerint Makaó első lakói 4-6000 éve telepedtek le a Makaói-félszigeten, illetve kb. 5000 éve halászó és vadászó törzsek éltek Coloane szigetén is.
A Csin-dinasztia (i. e. 221 – i. e. 207) alatt a terület Kuangtung (Guangdong) tartomány Nanhaj (Nanhai) körzetének Panjü (Panyu) megyéjéhez tartozott. A Csin-dinasztia (265–420) idején Tungkuan (Dongguan) körzet része volt, majd a későbbi dinasztiák alatt felváltva Nanhaj (Nanhai) és Tungkuan (Dongguan) birtokolta. 1152-ben, a Szung-dinasztia alatt Hsziangsan (Xiangshan)-kormányzóság (mai nevén: Csungsan (Zhongshan)) része lett.
Az 5. századtól a Délkelet-Ázsia és Kanton között közlekedő kereskedőhajók használták a makaói partokat: itt kerestek menedéket, innen szereztek be friss vizet és ételt. A terület első lejegyzett telepesei egy kb. 50 000 főnyi közösség volt, akik 1277-ben, a Déli Song idején a mongolok elől menekültek a félszigetre. Mong Há sokáig a makaói kínaiak központja volt, itt volt a régió legrégebbi Kuanjin (Guanyin)-temploma, melyet a könyörületesség megtestesítőjének szenteltek. A Ming-dinasztia idején kuangtungi (guangdongi) és fucsieni (fujiani) halászok érkeztek a vidékre és megépítették az A-Ma-templomot, amelyben a halászok és tengerészek oltalmazójához imádkoztak. Az ide érkező hoklók voltak az elsők, akik kereskedelmi céllal használták Makaót. Ennek ellenére Makaó csak a portugál telepesek 16. századi partra szállása után indult fejlődésnek. A-Ma templomához kapcsolódik Makaó félszigetének elnevezéséhez is. Egy legenda szerint egy viharba került dzsunka legénységét egy csendes öbölbe vezetve A-Ma mentette meg. A legénység hálából felépítette Makaó legrégibb templomát, a helyet pedig elnevezték A-Ma-gaó-nak, azaz A-Ma öblének. Innen ered Makaó mai kínai neve: Aomen ( 澳門).

## Portugál telepek

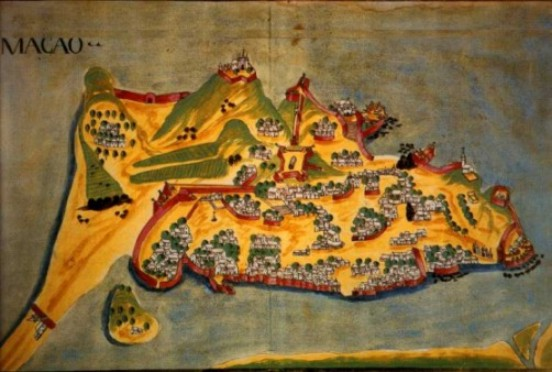
A Makaói-félsziget térképe 1639-ből

A nagy földrajzi felfedezések korában a portugál hajósok Afrika és Ázsia partjait tárták fel. Az utazók később telepeket hoztak létre Goán (1510), majd elfoglalták Melakát (1511), és a melakai szultánt a Maláj-félsziget déli részére száműzték, ahonnan rajtaütéseket szervezett a hódítók ellen. Mivel a Melakai Szultánátus a Ming-dinasztia uralta Kína adózó állama és szövetségese volt. Amikor a portugálok 1511-ben elfoglalták Melakát, a kínaiak erőszakosan léptek fel velük szemben. Egy Portugál Melakában bérelt dzsunkával 1513-ban a portugálok kikötöttek a Gyöngy-folyó torkolatában található Nei Lingding-szigeten (内伶仃岛; Nej Lingting Tao (Nei Lingding Dao)). A Jorge Álvares vezette csapat egy kőből készült jelzést emelt a szigeten, azt I. Mánuel portugál király tulajdonának nyilvánítva. Ugyanazon évben Afonso de Albuquerque, Portugál India alkirálya megbízta Rafael Perestrello-t (Kolumbusz Kristóf unokatestvérét), hogy hajózzon el Kínába, és létesítsen kereskedelmi kapcsolatokat. Perestrello 1513-ban és 1516-ban kantoni kereskedőkkel üzletelt, azonban továbbhaladását meggátolták. 1516-ban újabb diplomáciai és kereskedelmi küldöttség indult Kantonba, melynek vezetői Tomé Pires és Fernão Pires de Andrade voltak. A követek Nanking (Nanjing)ig jutottak, ahol Csengtö (Zhengde) császár halála után a Ming-udvar visszautasító magatartást tanúsított irányukba. Az udvar viszonyulását nagyban befolyásolták a Kína más területeiről érkező, a hódítók helytelen magatartásáról szóló hírek, illetve a melakai szultán segítségkérése is, aki a portugálok kiűzéséhez kért kínai segítséget. 1521-ben és 1522-ben több portugál hajó is érintette kereskedelmi céllal Thűn Mún (Tyun Mun)t, azonban az ellenséges helyi hatóságok elüldözték őket. A portugál király követeit Kínában több esetben is rabul ejtették, sokukat pedig kivégezték.

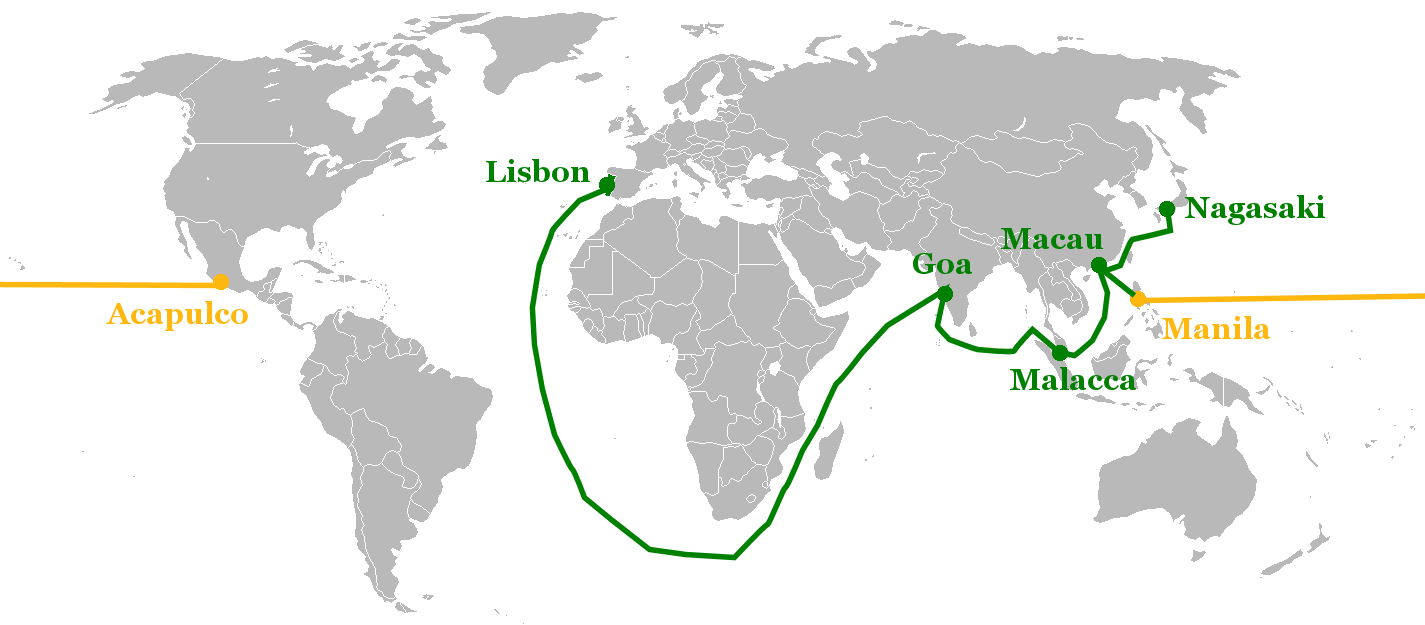
Makaó helyzete a portugál és spanyol kereskedelmi útvonalakhoz viszonyítva

A Kínai császárság és Portugália közötti kapcsolat az 1540-es évek végén létesült újra, amikor a portugálok leszámoltak a Kína partjait fenyegető kalózokkal. A két fél 1549-től évente kereskedelmi találkozót szervezett Sangcsuantao (Shangchuandao) (上川岛) szigetén. Pár évvel később a Gyöngy-folyó torkolatának egykori szigete Lampacau (浪白竈) lett a portugál kereskedelem központja.
A diplomáciai kapcsolatokat az 1554-es portugál-kínai egyezmény mentette meg, melyet a kantoni hivatalosságokkal kötöttek meg. 1557-ben a Ming-udvar beleegyezett egy Makaón létesítendő állandó és hivatalos portugál kereskedelmi támaszpontba. 1558-ban, a megállapodást megkötő Leonel de Sousa lett a terület történetének második kormányzója.
1535-ben, egy hajótörést követően a portugál kereskedők engedélyt kaptak a makaói kikötőben való kikötésre, illetve kereskedelmi tevékenység folytatására, azonban a szárazföldre nem léphettek.
Az 1542-es Ningpo (Ningbo)-i mészárlást követően több portugál túlélő érkezett Makaóba, ahol a kínai vezetés engedélyezte letelepedésüket. A portugálok 1557-ben ezüstben mért bérleti díjjal használatba vették a területet, és egy fallal körülvett falut létesítettek. Ezt az időpontot tartják a makaói portugál gyarmat kezdetének. Ezt követően 1573-tól földbérleti díjat fizettek. Kína továbbra is Makaó tulajdonosa maradt, és a kínai lakosságra a kínai jog volt érvényes. Egy 1582-ben megkötött szerződés értelmében a bérleti díjjal a Hsziangsan (Xiangshan)-kormányzóságnak tartoztak. A portugálok 1863-ig fizettek bérleti díjat Makaóban maradásuk érdekében.

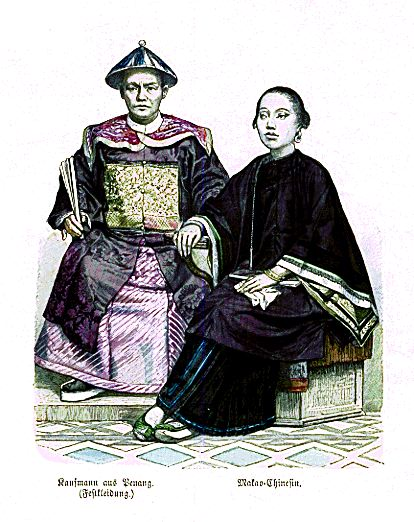
Kínai kereskedő és makaói nő (1880)

A portugál telepesek gyakran házasodtak tankákkal, mivel a han nők kerülték a velük való érintkezést. Az így végbement keveredés során kialakult népcsoport lett a „macaense” (makanézek; kínaiul: 土生葡人, ami szó szerint bennszülött portugált jelent). A kínai költő és festő, Vu Li (Wu Li) is megemlíti egyik költeményében a makaói portugálokat, akiket a tankák láttak el hallal.

### Makaó aranykora

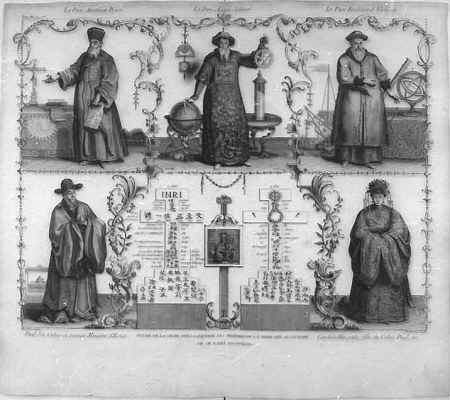
Makaó a 16. század alatt a jezsuiták fontos központja volt

Az állandó portugál telepek létrejöttével kereskedők sokasága érkezett Makaóba. Bár a portugálok száma soha nem haladta meg az őslakosok számát (1583-ban csak 900 fő, 1640-ben pedig 1200 fő a teljes, 26 000 fős népességből), a terület mégis az egyik legfontosabb portugál kereskedelmi csomóponttá vált. Három fontos kereskedelmi útvonal is érintette Makaót:
- Makaó-Melaka-Goa-Lisszabon
- Kanton-Makaó-Nagaszaki
- Makaó-Manila-Mexikó

A legjövedelmezőbbnek a Kanton és Nagaszaki között haladó útvonal számított, mivel a portugálok közvetítői szerepet töltöttek be a kínai selyem és a japán ezüst szállításában, így téve hatalmas vagyonra szert. 1547 után a kereskedelem még nyereségesebbé vált, amikor a kínai hivatalosságok monopoljogot adtak a makaói portugál kereskedőknek a Japánnal való üzletelésben. Erre a lépésre a kínai és japán partok közelében gyakori kalóztámadások miatt volt szükség.
Makaó aranykora egybeesett a spanyol és a portugál korona 1580 és 1640 közötti egyesülésével (Ibériai unió). II. Fülöp spanyol király nem veszélyeztette a status quo-t, és továbbra is engedélyezte a portugál Makaó és a spanyol Manila közötti kereskedelmet, illetve nem avatkozott be a portugál-kínai kereskedelmi kapcsolatokba sem. 1587-ben Fülöp megváltoztatta Makaó státusát: a korábbi „Település vagy kikötő Isten nevében” helyett „Város Isten nevében” (Cidade do Nome de Deus) lett a rangja.
1583-ban létrejött a Leal Senado (Lojális Szenátus), amely az adminisztráció irányító testülete, illetve portugál-kínai diplomácia alakítója lett.

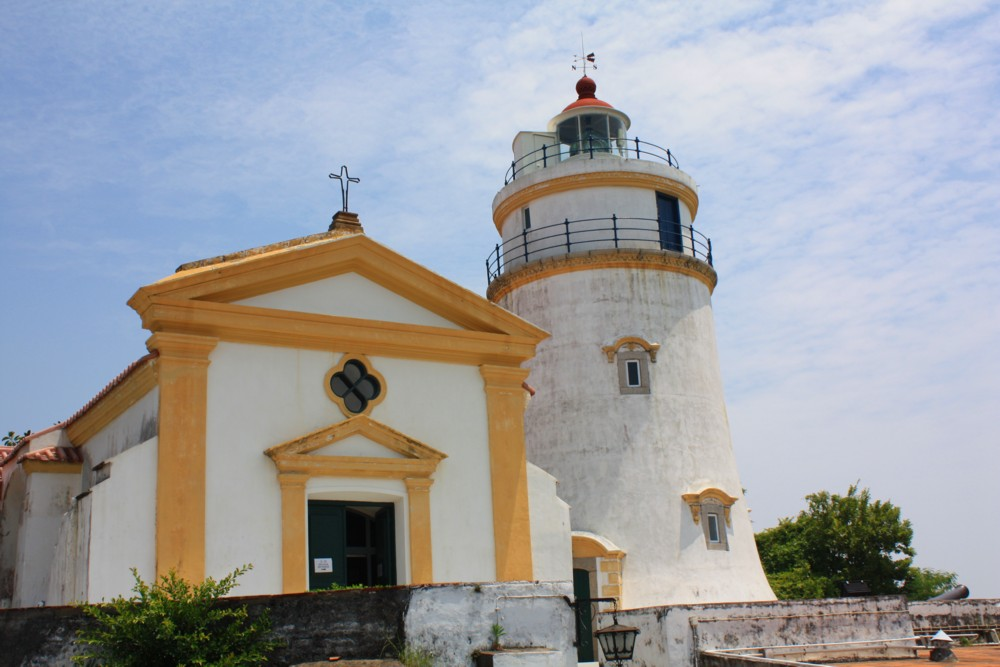
A Guia-erőd világítótornya és temploma

A spanyolokkal való szövetség miatt a portugál kolóniák is a hollandok célpontjaivá váltak, mivel a németalföldiek akkoriban éppen a Spanyol Királyságtól való elszakadásukért küzdöttek a nyolcvanéves háborúban. Miután 1602-ben megalapították a Holland Kelet-indiai Társaságot, a hollandok többször is támadást intéztek Makaó ellen. A sikertelen támadások csúcspontja az 1622-es makaói csata volt, melyben 800 támadó hollandot vertek vissza a makaói védők. 1622. június 22-én a hollandok, Kornelis Reyerszoon kapitány vezetésével megpróbálták holland kézre keríteni a területet. A területet védők között csak kevés portugál katona és pap volt, többségük afrikai rabszolga volt. Az azt követő évben megérkező első makaói kormányzó rendeletére megépítették a Guia-erődöt. A visszavert támadás után a hollandok többé nem kísérelték meg Makaó meghódítását.

### Egyházi tevékenység
Kereskedelmi jelentősége mellett Makaó fontos missziós központ is volt a katolikus hittérítők számára. A misszionáriusok kiindulópontjának számított a terület, innen indultak tovább Kína és Japán hatalmas tömegeinek megtérítésére. Az elsőként érkező jezsuitákat (1560-as évek) a domonkosok követték az 1580-as években. Mindkét rend templomok és iskolák építésébe kezdett, melyek közül a legjelentősebbek a jezsuiták építette Szent Pál-székesegyház és a Szent-Domonkos-templom, melyet a domonkosok tartottak fenn. 1576-ban XIII. Gergely pápa püspöki székhellyé avatta Makaót, melynek első püspöke Melchior Carneiro lett.

## Hanyatlás

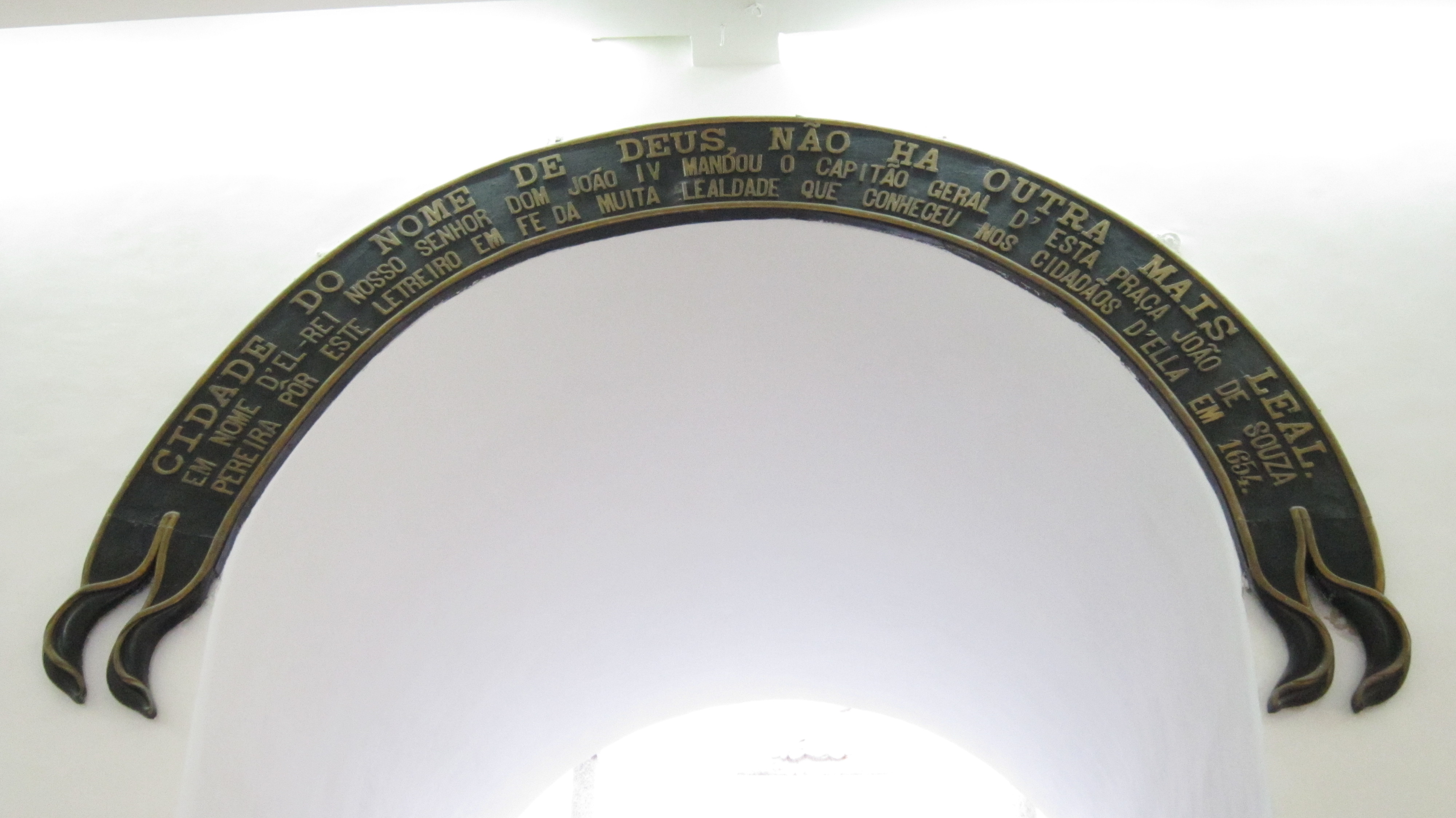
A IV. János által adományozott cím a Leal Senado főbejárata fölött

Makaó hanyatlása 1637 körül kezdődött, amikor a spanyol és portugál hittérítők tevékenységét megelégelve, a sógunok elzárták Japánt a külvilágtól. A később szakoku-kornak (bezárt ország) nevezett időszakban tilos volt a japánoknak elhagyni az országot (vagy visszatérni, amennyiben külföldön tartózkodtak), és külföldi hajók kikötését sem engedélyezték. Utóbbi alól csak a protestáns hollandok képeztek kivételt, akik folytathatták kereskedelmi tevékenységüket a Nagaszaki melletti Desima szigetén. Makaó legjövedelmezőbb, Kína és Japán közötti kereskedelmi útvonala lassan leépült. A válságot csak fokozta, hogy 1641-ben holland kézre került Melaka, ami a Goával való kapcsolatot is megszakította.
A hír, hogy a Braganza-ház visszaszerezte a Habsburgoktól a portugál koronát, csak két évvel az esemény után, 1642-ben érkezett meg Makaóra. A tíznapos ünnepséget követően Makaó ajándékot küldött IV. Jánosnak, kifejezve az új király iránti hűségét. Cserébe a király kiegészítette a meglévő címet, így Makaó „Város Isten nevében, melynél lojálisabb nincsen” (Cidade do Nome de Deus, não ha outra mais leal) titulussal rendelkezett.
1685-ben Portugália Kínával való kereskedelmi privilégiuma megszűnt, miután a kínai császár engedélyezte a más országokkal való kereskedelmi kapcsolatok létesítését. Az ezt követő évszázadban Anglia, Hollandia, Franciaország, Svédország, Dánia, az Egyesült Államok és Oroszország is kihasználta a nyitást, gyárakat és irodákat létesítve Kantonban és Makaóban.
A 18. század végén és a 19. század elején némileg megélénkült Makaó gazdasági élete, amikor az angol-kínai kereskedelem megnőtt. Kína akkori külkereskedelme főleg Kantonban összpontosult, azonban a külföldi kereskedők csak novembertől májusig tartózkodhattak ott, a közbeeső időt ezért Makaón töltötték.
A 18. században magyar utazók is érintették Makaó kikötőjét: 1757-ben Jelky András, 1771-ben pedig Benyovszky Móric is meglátogatták a területet.
1835-ben egy tájfun érte el a területet, és a vihar közben keletkezett tűzvészben elpusztult a Szent Pál-székesegyház, melyből csak a mai is látható barokk homlokzat maradt meg.

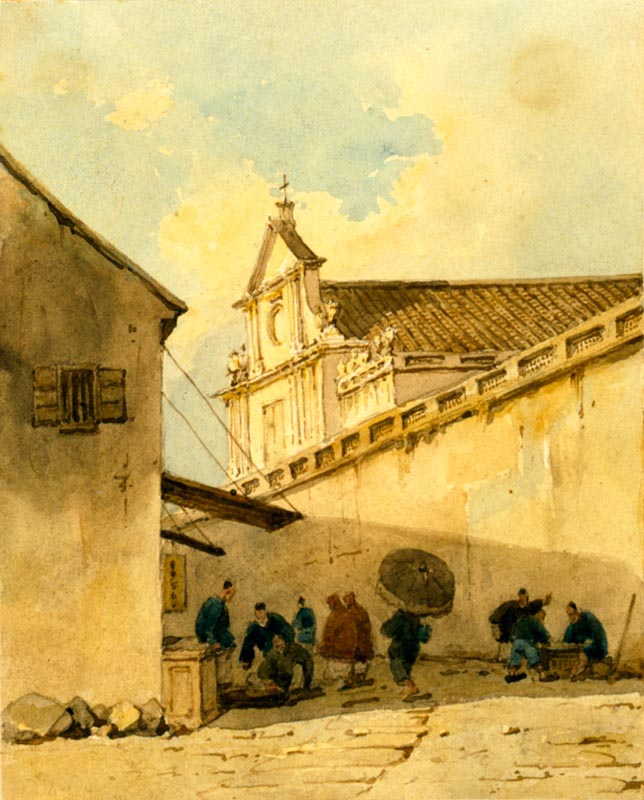
Utcakép az 1840-es évekből (George Chinnery festménye)

Az angolok Hongkongot az első ópiumháború (1839-1842) eredményeként vették birtokukba. Kína gyengeségét észlelve a portugálok igyekeztek az addigi bérlet helyett kizárólagos fennhatóságuk alá vonni Makaót. A területet 1844-ben tengerentúli tartományaik részévé nyilvánították, majd 1845-től szabad kikötőként használhatták a külföldi kereskedők. Ennek ellenére Makaó regionális kereskedelmi jelentősége tovább csökkent, kikötőjének vize eliszaposodott, és a nagyobb hajók inkább a Hongkong-sziget és Kaulung közötti mély vizű Victoria kikötőbe érkeztek. A forgalom csökkenésének és a hanyatlás megállításának érdekében a portugálok szabad kikötővé nyilvánították a területet, kiutasították a kínai hivatalnokokat és katonákat, majd adókat vetettek ki a kínai lakosokra. 1849-ig Portugália bérleti díjat fizetett Kínának a területért. Abban az évben a portugál hatóságok felszámolták a kínai vámházat, és Kínától függetlenné nyilvánították a gyarmatot. Az eseményeket kínai megtorlás követte, melyben Ferreira do Amaral kormányzót meggyilkolták. A gyarmatosítók megszerezték a Makaótól nyugatra fekvő Lapa (Vancajcsen (Wanzaizhen)) szigetét, melyről azonban 1887-ben lemondtak. A félszigettől délre eső szigetek, Taipa (Tangcaj (Dangzai)) és Coloane (Luhuan) fölött 1851-1864 között sikerült kiépíteni a portugál fennhatóságot. 1883-ban goai székhellyel Makaó és Kelet-Timor is Portugália tengerentúli tartománya lett. Az 1887. március 26-án, illetve december 1-én aláírt szerződések értelmében hosszas alkudozások után rá tudták kényszeríteni a Csing-udvart, hogy elismerje a portugál fennhatóságot és a területre kiterjedő állandó kormányzást. A gyarmat határait azonban nem pontosították, és Kína nem mondott le teljesen a Makaó feletti szuverenitásról, amit a szerződésnek azon a kitétele is jelzett, hogy Portugália nem adhatja át a területet harmadik országnak. Taipa és Coloane is Portugália tulajdona maradt, Ilha Verde (青洲; Csingcsou (Qingzhou)) pedig 1890-ben vált Makaó részévé, majd 1923-ban összeépítették a félszigettel.
1844. április 20-ig Makaó Portugália indiai gyarmatainak (Estado português da India) joghatósága alatt állt, majd ezt követően Kelet-Timorral együtt tengeren túli tartományi státust kapott Lisszabontól.
1844. július 3-án a makaói Vanghszia (Wangxia) faluban található Kun Iam Tong-templomban (普濟禪院; Pucsi csanjüan (Puji chanyuan)) írták alá az amerikai-kínai diplomáciai kapcsolatok kezdetét jelentő Vanghszia (Wangxia)-szerződést (angolul: Treaty of Wanghia)
A területnövekedés és a portugálok pozíciójának megerősödése ellenére régebbi gazdasági jelentőségét nem nyerte vissza. Így Makaónak a helyi elosztó kereskedelem mellett csak a csempészet, a rabszolga-kereskedelem és a szerencsejáték maradt, melyet az 1850-es években legalizáltak.
1871-ben megalapították a Kiang Wu-kórházat (鏡湖; Csing Hu (Jing Hu)), amely a hagyományos kínai gyógymódokat alkalmazta. 1892-ben Szun Jat-szen bevezette a nyugati orvoslást.

### Rabszolga-kereskedelem (1848 – 1870-es évek)
1848-tól az 1870-es évek kezdetéig Makaó a gyarmati rabszolga-kereskedelem egyik rosszhírű csomópontja volt, ahol Kína déli részéről származó kulikat adtak-vettek. Többségüket a szomszédos Kuangtung (Guangdong) tartományból rabolták el, majd hajóval Dél-Amerikába szállították, ahol ültetvényeken és bányákban dolgoztatták őket. A hajóút rossz körülményei (rossz étkezés, betegségek, kegyetlen bánásmód) miatt sokan meghaltak mielőtt partra szállhattak volna. A Dea del Mar hajó 1865-ben 550 kínait szállított Makaóból Callao-ba, Peru legnagyobb kikötőjébe, azonban Tahitira érve közülük csak 162 maradt életben.

## Második világháború (1938–1945)
A második világháború alatt Makaó a menekültek célpontja lett. Ennek következtében a lakosság száma pár év alatt 200 000-ről 700 000-re nőtt. A megnövekedett népesség gondokat okozott az élelmiszerellátásban, bevezetésre került a jegyrendszer, és néhány esetben kannibalizmus is történt.
Portugál Timor (és Holland Timor) esetével ellentétben Makaót nem szállták meg 1942-ben a japánok, hanem egy adott pontig tiszteletben tartották Portugália semlegességét. Amikor Japán elfoglalta Kantont és Hongkongot, a semleges Makaó kikötője rövid ideig a gazdasági jólétet is megtapasztalhatta. 1943 augusztusában japán csapatok Makaóban elkobozták a brit Sian gőzhajót, és 20 őrt is kivégeztek. A tulajdonképpeni megszállás helyett a következő hónapban japán „tanácsosok” kezdték meg tevékenységüket a területen. Ez a japán protektorátus 1945 augusztusáig tartott.
Miután kiderült, hogy a semleges Makaó repülőgép-üzemanyagot szándékozik eladni Japánnak, a USS Enterprise repülőgép-hordozó bombázói 1945. január 16-án tűz alá vették a Haditengerészeti Légierő központját, hogy megsemmisítsék az üzemanyagot. Az amerikaiak február 25-én és 11-én is légitámadásokat indítottak. A portugál kormány tiltakozását követően, 1950-ben az Egyesült Államok 20 255 952 dollár kártérítést fizetett Portugáliának.

## A világháborútól az átadásig (1945–1999)

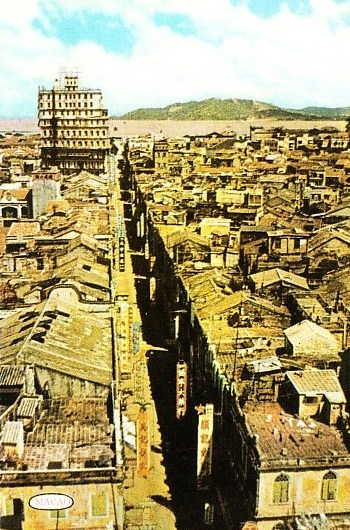
Az Almeida Ribeiro sugárút 1955-ben

A Kínai Kommunista Párt 1949-es hatalomra kerülése után az 1887-es kínai-portugál szerződést, mint a külföldiek által Kínára erőltetett egyenlőtlen szerződést érvénytelennek nyilvánította. Ennek ellenére Peking nem kívánta megoldani a kialakult helyzetet és a status quo fenntartása mellett döntött. Kína hasonlóan járt el az Egyesült Királyság hongkongi területeiről szóló szerződések esetében is.
1951-ben a Salazar-rezsim Makaót és a többi portugál kolóniát Tengerentúli tartománnyá nyilvánította.
Az 1950-es és 60-as évek alatt a makaói-kínai határátkelőhelyet, a Portas do Cerco-t úgy emlegették, mint a Távol-keleti Checkpoint Charlie. 1952-ben egy nagyobb incidens is történt, amikor a portugál hadsereg gyarmati csapatai tűzharcba keveredtek a kínai határőrökkel. Korabeli beszámolók szerint a mozambiki származású katonák egy szögesdrót barikád miatt kerültek szóváltásba a kínaiakkal. Az ezt követő tűzharc több mint egy órán át tartott, és makaói oldalon egy áldozata lett, kínai állítások szerint pedig több mint 100 kínai határőr szerzett sérüléseket az események során.
1954-ben szervezték meg első alkalommal a Makaói nagydíjat (Macau Grand Prix), amely kezdetben egy városi kincskereső verseny volt, később pedig a város utcáin zajló autóversennyé alakult át.
1962-ben a szerencsejáték-iparban jelentős áttörés következett be, amikor a kormány monopoljogot adott a Makaói Idegenforgalmi és Szórakoztatási Társaságnak (Sociedade de Turismo e Diversões de Macau, STDM). A hongkongi és makaói üzletemberekből álló testület, melynek vezetője Stanley Ho volt, a szerencsejátékok minden formája fölött monopóliummal rendelkezett. Az STDM nyugati típusú játékokat vezetett be, és korszerűsítette a Hongkong és Makaó közötti tengeri személyszállítást, ami szerencsejátékosok millióit vonzotta évente. A koncesszió 2001-ig volt érvényes, és a társaság a kaszinók mellett számos szállodát, éttermet is birtokolt, illetve érdekeltségébe tartoztak a ló- és agárversenyek, golfpályák is.
A kulturális forradalom idején, 1966. december 3-án zavargások törtek ki Makaóban. Helyi kínaiak és a hatóságok összecsapásai között a legjelentősebb az úgynevezett 12–3 lázadás volt, amelyben több száz Kína által felbujtott makaói indított támadást a helyi portugál hatóságok ellen. A lázadás kiváltó oka a portugál hatóságok túlkapása volt, amikor helyi kínaiak engedély nélkül nekiláttak egy magániskola építéséhez. A zavargásokban 11 ember életét vesztette, 200-an pedig megsérültek. A portugál kormány kénytelen volt meghátrálni, majd két megállapodást is kötni, egyiket a helyi kínai közösséggel, másikat pedig a Kínai Népköztársasággal. Utóbbi egyezség kötelezte Portugáliát, hogy 2 millió pataca kártérítést fizessen a helyi kínai közösség vezetőinek, és megtiltsa a Kuomintang (Guomindang) bárminemű tevékenységét Makaó területén. Ezt követően lezárult a konfliktus, és a baloldali szervezetek és a kormány közötti kapcsolat nagyrészt békés mederbe terelődött. A portugál javaslatot, miszerint Makaó újra kínai terület legyen, Peking elutasította. A makaói lázadások sikerén felbuzdulva 1967-ben a hongkongi baloldaliak is tüntetéseket szerveztek, melyek ugyancsak halálos áldozatokkal értek véget.

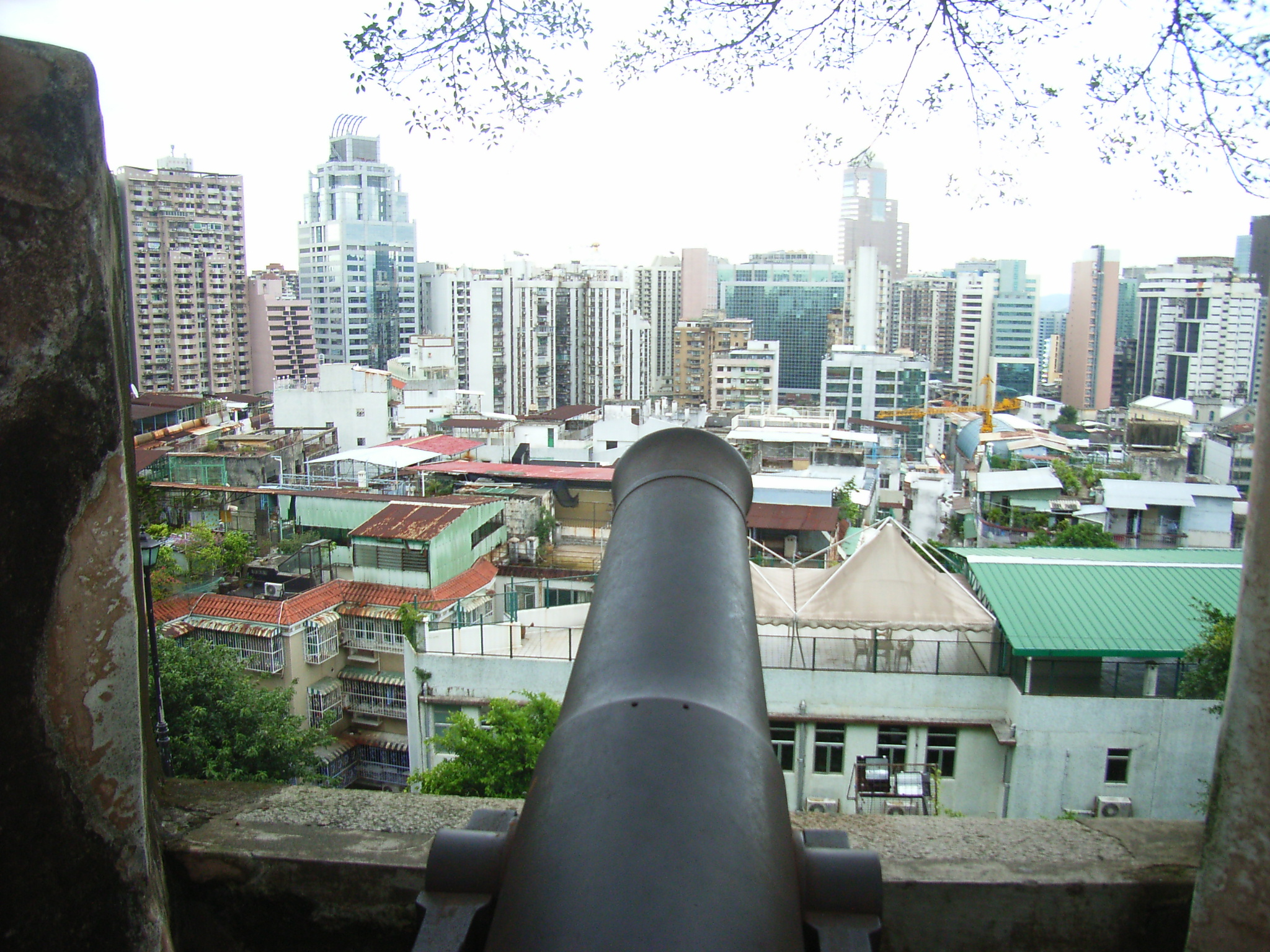
Ágyús látkép a Fortaleza do Monte (Hegyi erőd) lőréséből

1974-ben, a Szegfűs forradalom idején meghirdetett dekolonizációs programban Portugália lemondott minden Makaót érintő követeléséről, és javaslatot tett, hogy a terület visszatérjen a kínai fennhatóság alá. Ennek érdekében 1975 elején megszakította diplomáciai kapcsolatait a tajvani Kínai Köztársasággal, és tárgyalásokat kezdeményezett Pekinggel a diplomáciai kapcsolatok felvételéről. A portugál kormánynak a Szovjetunióval való szimpatizálása miatt Kína elhárította e gesztusokat, és nem tett lépéseket Makaó visszaszerzése érdekében. A korábbi gyarmati státuszt Lisszabon „ideiglenesen portugál adminisztráció alatti kínai terület”-re változtatta, és az 1976 februárjában elfogadott portugál Alaptörvényben (Estatuto Organicó) politikai autonómiát és helyi törvényhozást biztosított Makaónak. Három év után Kína és Portugália újra diplomáciai kapcsolatokat létesített egymással.
A politikai események mellett nagyszabású építkezések, befektetések zajlottak a területen:
- 1966-ban nyitotta meg kapuit a Coloane-i Fájdalmas szűzanya-templom. (2005-ben 5,6% volt a római katolikusok aránya Makaóban.)[15][51]
- 1968-ban átadták a forgalomnak a Taipa és Coloane közötti töltésutat.[51]
- 1974-ben átadták a forgalomnak az akkori kormányzóról elnevezett Nobre de Carvalho kormányzó hidat.
- 1990-ben Coloane-ban megalakult a Makaói Közbiztonsági Hatóságok Főiskolája (Escola Superior das Forças de Segurança de Macau)[52]
- 1994 tavaszán elkészült a Ponte da Amizade (Barátság híd), amely a félsziget és Taipa között biztosítja a forgalmat.[51]
- 1995 novemberében Taipa keleti részén, illetve a mellette létesített mesterséges szigeten felavatták a Makaói nemzetközi repülőteret, melyet megelőzően csak két kisebb ideiglenes reptér és néhány helikopter-leszállópálya működött a területen.[51] A légikikötőből induló járatokkal Fülöp-szigeteki, dél-koreai, malajziai, tajvani, vietnámi, szingapúri, thaiföldi, japán és kínai repülőterekre lehet eljutni.[53]
- Ugyancsak 1995-ben fejeződött be a taipai Estádio Campo Desportivo nevű stadion építése, melyet később Macau Olympic Complex-re (Makaói Olimpiai Komplexum) kereszteltek át.[51]

Makaó gazdasági élete az 1960-as és 70-es években kezdett fellendülni. Az exportra épülő gazdaságot (a turizmus és a szerencsejáték mellett) a feldolgozóipar jellemezte. Elsősorban számos textil- és ruhaipari vállalat, műanyag- és egyéb feldolgozó tevékenységet folytató cég települt át Hongkongból Makaóba, mivel a területen jóval alacsonyabb költséggel állíthatták elő termékeiket. Így az export meghatározó eleme a textil, a ruha és a kötöttáru (több mint 70%) lett. 10% körül mozgott a játékipar kivitele. Makaó legfőbb kereskedelmi partnere Hongkong, az Egyesült Államok és az Európai Unió voltak. Az 1970-es évektől számos ország kedvezményes vámelbírálást és nagyvonalú exportkvótákat nyújtott Makaónak, így exportja gyorsan, például textilből és ruházati cikkekből 1981 és 1990 között évi 13,4%-kal növekedett.
A gazdasági helyzet kedvező alakulásában az 1980-as évek elejétől kiemelkedő szerepe volt annak, hogy Kína nyitott a külvilág és Makaó felé is. Utóbbi egyre szorosabb kapcsolatokat építhetett ki Kuangtung (Guangdong) tartománnyal és a közvetlen szomszéd Csuhajjal (Zhuhai-jal). Csuhaj (Zhuhai) különleges gazdasági övezetét jórészt ugyanazzal a céllal hozták létre, mint a Hongkong melletti, de sokkal ismertebb és sikeresebb Sencsen (Shenzhen)t. Csuhaj (Zhuhai) megkülönböztetett fejlesztésével beruházásra, tőkebefektetésre kívánták ösztönözni a makaóiakat és rajtuk keresztül a külföldieket.
Az olcsó és bőséges munkaerőnek, illetve a hatalmas piacnak köszönhetően Makaó feldolgozóipara hamar áttelepült Kínába, és Hongkong mellett Makaó is igen fontos tőkebefektetővé vált Kínában, és egyes adatok szerint 1997 végén 4 milliárd amerikai dollárt fektetett be, és ezzel a 8. legnagyobb befektető volt a térségben. Ezzel szemben Makaón Kína vált a legnagyobb külföldi befektetővé. A kínai tőke 40%-nál nagyobb mértékben részesedett a makaói bankokban. A területen 1997-ben 17 000 dollárt meghaladó volt az egy főre jutó nemzeti jövedelem.

## Makaó átadása a Kínai Népköztársaságnak (1999)

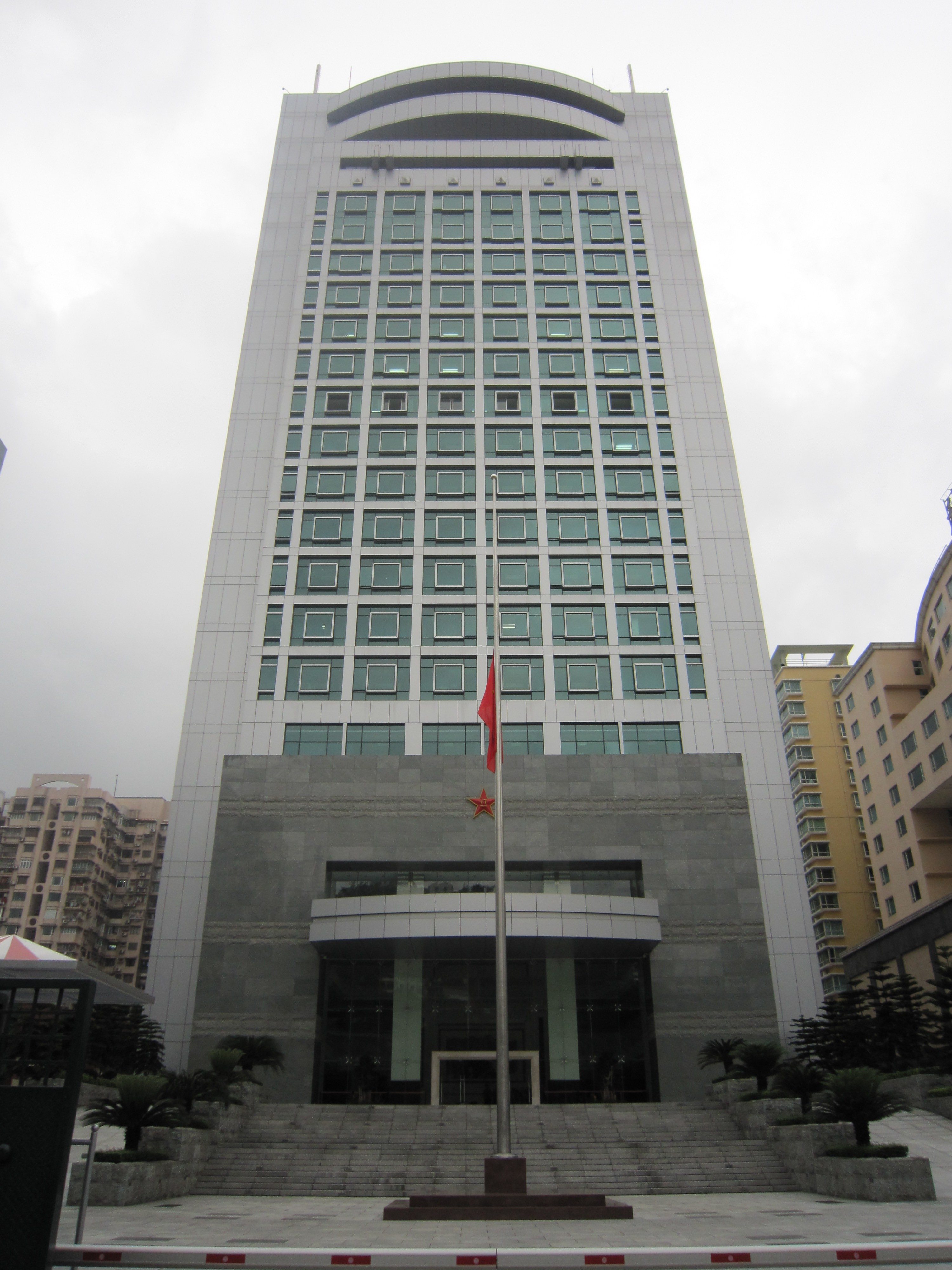
A Kínai Népi Felszabadító Hadsereg makaói központja

Portugália és a Kínai Népköztársaság 1979. február 8-án létesített diplomáciai kapcsolatot, majd ezt követően Peking „portugál igazgatás alatt álló kínai területként” elismerte Makaót. Egy évvel később pedig Melo Egidio lett az első makaói kormányzó, aki hivatalos látogatást tett Pekingben, melyen mindkét fél számára elfogadható egyezség megkötésre törekedtek. Az 1986. május 20-án kiadott közös közleményt követően 1986. június 30. és 1987. március 26. között négy tárgyalás zajlott le. Végül 1987. április 13-án a két fél aláírta a makaói kérdést rendező közös nyilatkozatot (teljes nevén: „A Portugál Köztársaság Kormányának és a Kínai Népköztársaság Kormányának közös nyilatkozata a makaói kérdéssel kapcsolatban”), amelynek értelmében 1999. december 20-án Makaó kínai szuverenitás alá kerül, és különleges igazgatású terület státust kap. A közös nyilatkozatot 1988. január 15-én ratifikálták, és az így elkezdődött átmeneti időszak ideje alatt a portugál fél felelt Makaó közigazgatásáért.
Az egyezmény aláírásától az 1999-ig tartó átmeneti időszakban Kína főleg három probléma megoldásában volt érdekelt: az adminisztráció helybéliek általi irányítása, a kínai nyelv hivatalossá tétele és a makaói törvények kínaiakhoz való igazítása. Akkoriban a makaói kormányzat legfontosabb pozícióit portugálok vagy makanézek töltötték be, kínaiak csak az alsóbb szinteken teljesítettek szolgálatot. A kínai erőfeszítéseknek köszönhetően 1999 első felére a kínai anyanyelvű titkárok aránya 70%-ra nőtt, az osztályvezetőké pedig a 82%-ra. Azonban a gyors ütemben előléptetettek nem mindig voltak kellően képzettek és tapasztaltak.
1991-ben hivatalossá tették a kínai nyelvet, ám a rendeletet igencsak nehéz volt végrehajtani. Mert a közalkalmazottak között csak kevesen tudtak írni, olvasni és beszélni mindkét nyelven (kínaiul és portugálul).
A törvények adaptációja nem csak fordítást jelentett, hanem azt, hogy a többnyire portugál törvényeket helyiekkel egészítették ki. Emellett a makaói jogvégzettek számát megnövelték.
1993. március 31-én a pekingi Nemzeti Népi Kongresszus elfogadta a Makaói alaptörvényt, mely 1999. december 20-án lépett életbe.
Kína ígéretet tett arra, hogy az „egy ország – két rendszer” elv alapján a szocialista típusú gazdasági rendszert nem vezetik be Makaóban, és a terület 2049-ig, a honvédelmet és a külügyet leszámítva mindenben autonómiát élvez majd.
A portugál-kínai megállapodás kimondta, hogy a portugál is hivatalos nyelv marad a területen, azonban 2011-es népszámlálási adatok alapján 8106 portugált tartanak nyilván, ami az 552 503 fős összlakosság 1,4%-a. Ebbe a 3485 portugál mellett a „macaense” népcsoport (makanézek), vagyis a kínai-portugál és a portugál-más etnikumú kevert lakosság is beletartozik. A kilencvenes évek elején még tízezer fősre becsült portugál közösség tagjainak többsége elhagyta a területet. Nagyarányú hazatelepülésükben a kínai fennhatóságtól való félelem mellett szerepet játszott, hogy a portugál kormány nyugdíjat vagy a portugál közigazgatásban való elhelyezkedést biztosított az egykori makaói hivatalnokoknak.
Az átadásig Makaó élén miniszteri rangú kormányzó állt, akit a portugál köztársasági elnök nevezett ki, és törvényhozói hatalma is volt. Az új főhivatalnoki rang hatásköre, hatalmának jellege az egykori kormányzóéhoz hasonló marad. A terület első adminisztratív fővezetője Edmund Ho bankmilliomos töltötte be.

## Jelenkori történelem (1999-től napjainkig)

### Ázsia szerencsejáték-paradicsoma (1999–2007)

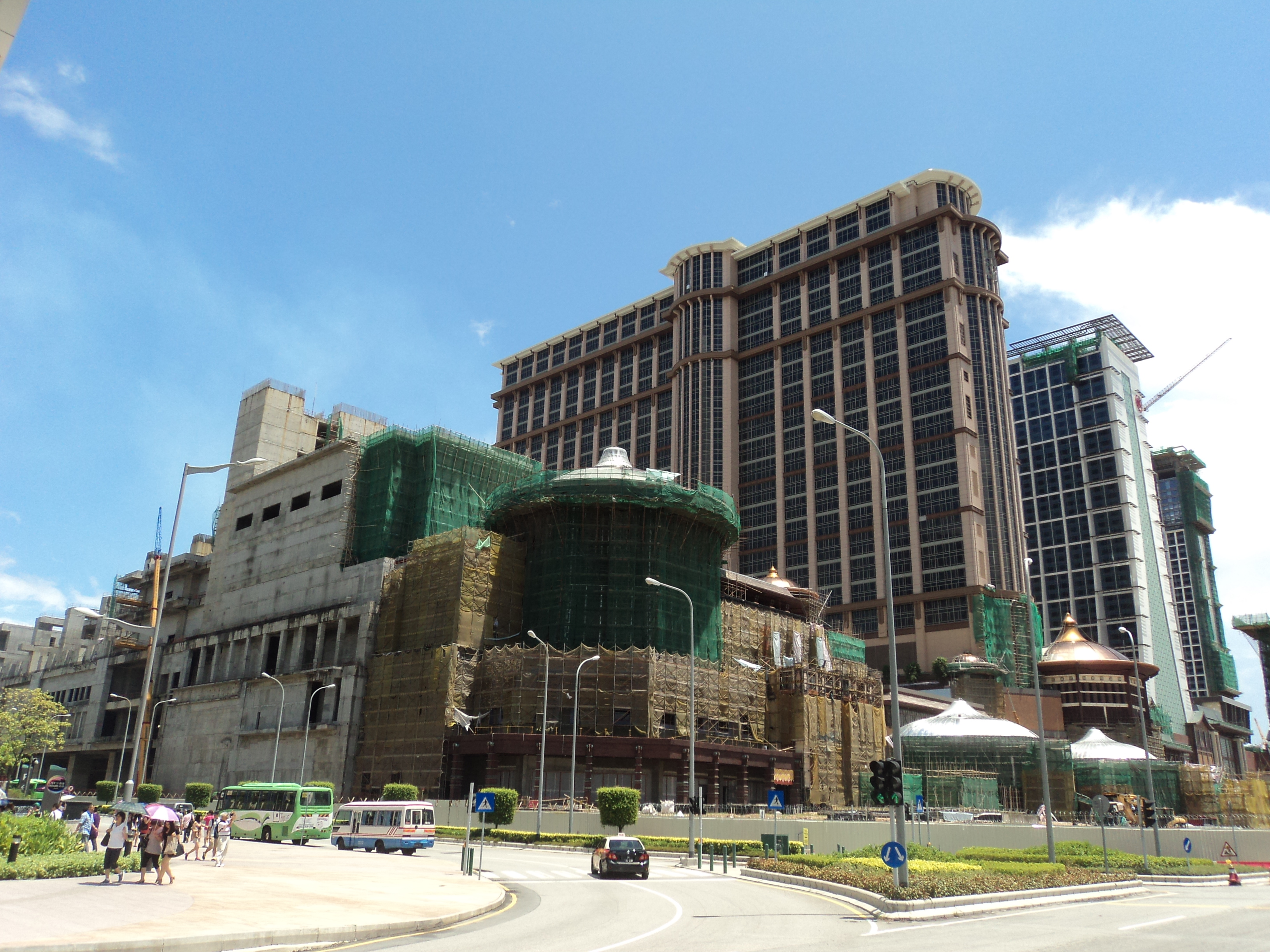
A Sands Cotai Central hotel építése a gazdasági válság miatt hosszabb ideig leállt

2000-ben megalapították a Makaói Műszaki Egyetemet (澳門科技大學; Universidade de Ciência e Tecnologia de Macau), melynek központi kampusza Tajpán (Taipán) van.
2002-ben a makaói kormány véget vetett a szerencserjáték-iparban fennálló korábbi monopolhelyzetnek és 3 (később 6) kaszinóüzemeltető koncessziónak adta a jogokat. Így a Sociedade de Jogos de Macau (melynek 80%-át a korábbi monopolhelyzetben levő STDM birtokolja), a Wynn Resorts, a Las Vegas Sands, a Galaxy Entertainment Group, az MGM Mirage és Pansy Ho (Stanley Ho kaszinómilliárdos lánya) közötti társulás és a Melco és a PBL közötti társulás lettek az ázsiai szerencsejáték-központ legfőbb szereplői.
A szerencsejáték-ipar fejlődése érdekében befejezték és átadták a Coloane és Taipa szigetek közti, a tengertől visszanyert területen a Cotai Strip-et, ahol 2004-ben nagyszabású kaszinó- és szállodabefektetések kezdődtek. 2007-ben az első üdülőszálló, a The Venetian Macao megnyitotta kapuit, majd több hasonló követte azt. A beruházásoknak köszönhetően jelentősen nőtt a kormány adóbevétele, illetve a munkanélküliek aránya 2% körülire esett vissza 2013-ra.
2004-ben elkészült Hszi van (Xi wan)-híd (西灣大橋; portugálul: Ponte de Sai Van) is ami a Makaói-félszigetet és Tajpát (Taipát) köti össze.
2005-ben felavatták a 4. Kelet-ázsiai játékok fő helyszínéül szolgáló sportarénát, az Aomen Tungja Juntunghuj Tijükuan (Aomen Dongya Yundonghui Tiyuguan)-t (澳門東亞運動會體育館; portugálul: Domo dos Jogos da Ásia Oriental; magyarul: Kelet-Ázsiai Játékok Kupola).
Ugyancsak 2005-ben a makaói kormány több mint 8000 szociális lakás építésébe kezdett.

### UNESCO világörökségi helyszín
2005-ben Makaó történelmi városközpontja felkerült az UNESCO világörökségi helyszíneinek listájára, így ez lett a 31. kínai helyszín. A kulturális kategóriába tartozó helyszínen egyaránt megtalálhatóak a portugál gyarmati és a kínai építészet emlékei, melyek egyedi ötvözete a keleti és nyugati kultúrának, építészetnek és technológiáknak. A műemléki védelem alatt álló templomok, lakóépületek és utcák mellett két erődítmény (Fortaleza do Monte, Fortaleza da Guia) és Kína legrégebbi világítótornya is kiemelt szerepet kapott a listán.
Főbb látnivalók:
| - A-Ma-templom - Lilau-tér - Mandarin ház - Szent Lőrinc-templom - Szent József-templom és szeminárium - Szent Ágoston-tér - V. Péter-színház - Sir Robert Ho Tung Könyvtár - Szent Ágoston-templom | - A Leal Senado épülete és tere - Kuan Taj (Kuan Tai)-templom - Szent Domonkos-templom - Szent Pál-székesegyház romjai - Na csa (Na zha)-templom - Régi városfalak - Fortaleza do Monte - Fortaleza da Guia és a világítótorony - Szent Antal-templom - Régi protestáns temető és a Brit Kelet-indiai Társaság székhelye |

### Gazdasági válság (2007-2008)
A világ többi országához hasonlóan Makaót is érintette a 2007 környékén kirobbant gazdasági válság, ami a nagyobb építkezések leállásához (pl. Sands Cotai Central kaszinó) és a munkanélküliség növekedéséhez vezetett.
2007. május 1-jén több ezer makaói tüntetett a kormányzat munkaerő-politikája és a korrupció ellen. A tüntetők sérelmezték, hogy a hivatalosságok megtűrik az illegális munkásokat, és nem megfelelő a rájuk vonatkozó szabályozás sem. A kezdetben békés tüntetők összecsaptak a rendőrökkel, majd a lázadó tömeget levegőbe leadott lövésekkel oszlatta szét a rendőrség. Egy eltévedt lövedék eltalált egy arra elhaladó motorost, aki túlélte az sérülést.
2007. december 20-án, a Kínával való egyesülés évfordulóján nagyjából 1000 fő vett részt azon a tüntetésen, amelyet a kormányzati korrupció ellen, az emberek megélhetésének és a demokrácia védelmében, illetve a hagyományos makaói értékek megőrzésért szerveztek.

### 2008-tól napjainkig: Terjeszkedés és a kaszinók felvirágzása

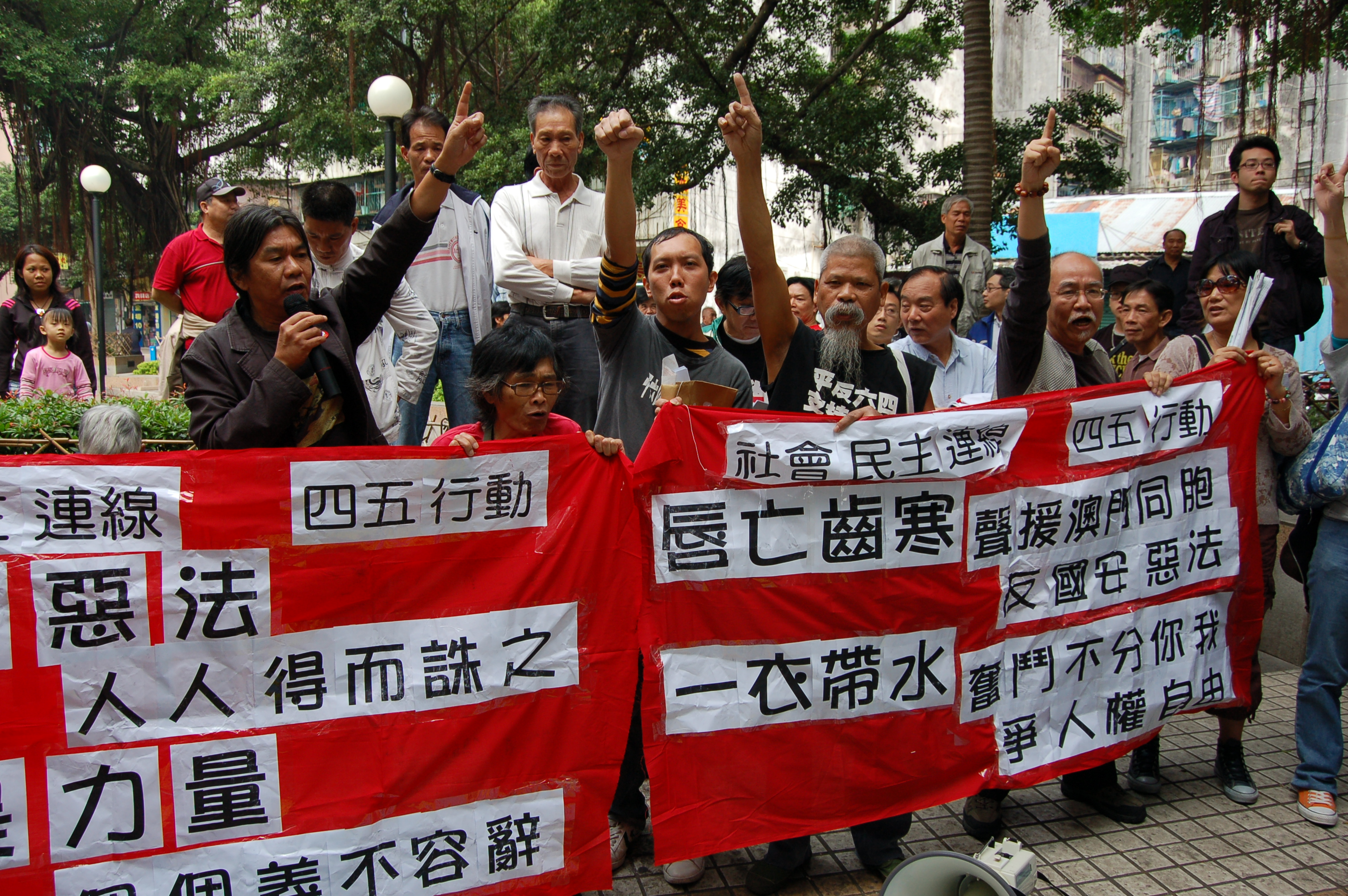
Az alaptörvény 23. cikke elleni tüntetés Makaóban (2008)

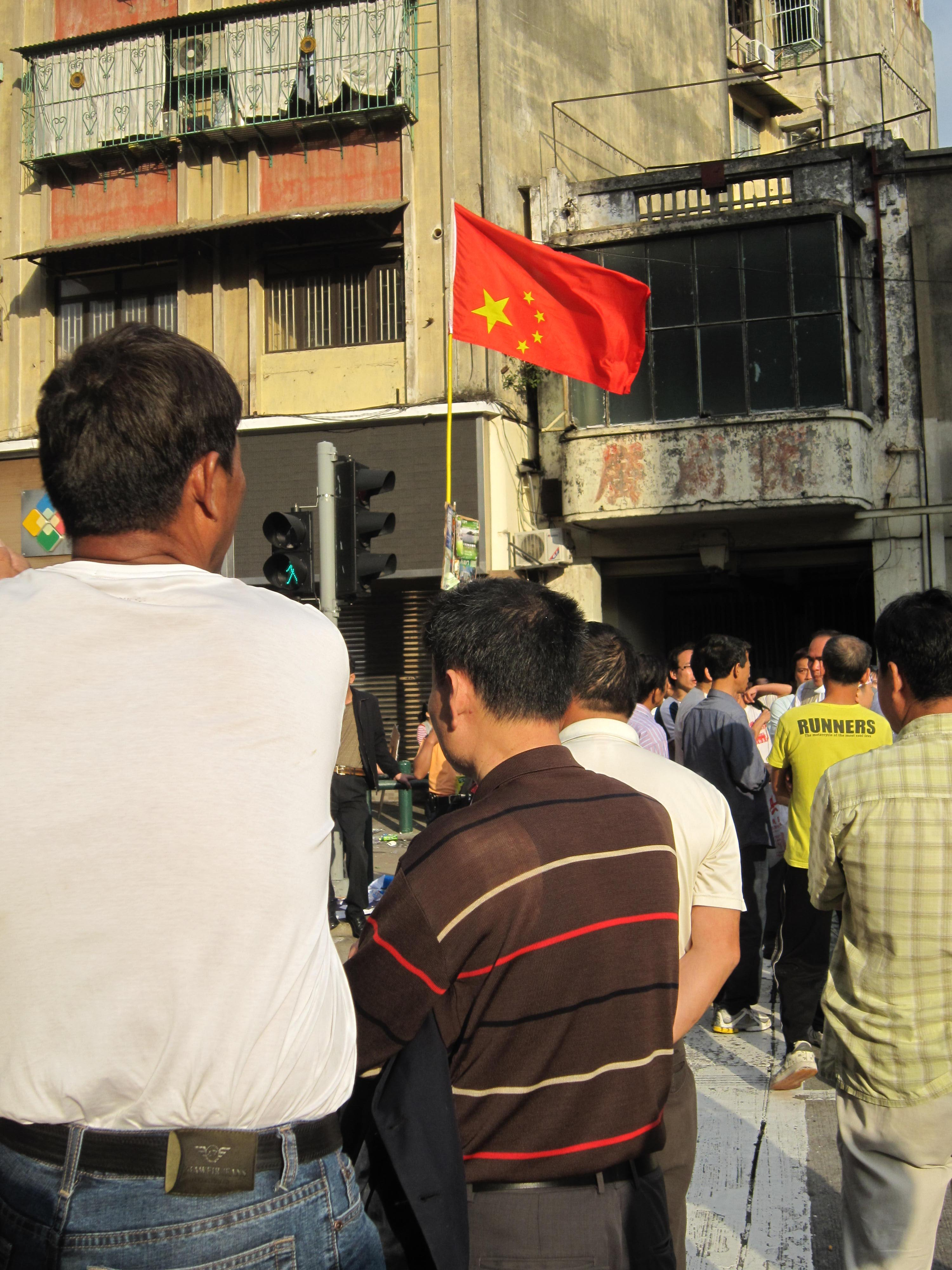
Fordított kínai zászló a tüntetők kezében (2010)

2009. március 3-án a életbe lépett a Makaói nemzetbiztonsági törvény (維護國家安全法; Vejhu kuocsia ancsüan fa (Weihu guojia anquan fa)), melynek értelmében „tiltják a központi népi kormány ellen irányuló árulás, elszakadás, lázadás és felforgatás bármely formáját, vagy államtitkok továbbadását, és tiltják külföldi politikai szervezetek vagy csoportok számára politikai tevékenységek folytatását a régióban, továbbá tiltják a régió politikai szervezetei vagy csoportjai számára a külföldi politikai intézményekkel vagy csoportokkal való kapcsolat felvételét”. Az ehhez hasonló hongkongi törvény a lakosság tiltakozásának köszönhetően megbukott.
A lakó- és fejlesztési területek szűkössége miatt 2009. június 27-én a makaói kormány hivatalosan bejelentette, hogy a Kuangtung (Guangdong) tartománybeli Csuhaj (Zhuhai) prefektúrai szintű városhoz tartozó Hengcsin (Hengqin) szigetén épül meg az 1981-ben alapított Makaói Egyetem (澳門大學; Universidade de Macau) új kampusza. A bővítésre kijelölt rész a Cotai területtel szembeni partszakaszon, a jelenlegi határátkelőhelytől délre található. Az egyetemi mellett számos lakóövezeti és kereskedelmi beruházást is terveztek.
2010. május 1-jén több százan vettek részt azon a megmozduláson, amelyen a korrupció és az illegális külföldi munkavállalók ellen tüntettek. A rendőrséggel összecsapó tüntetők ellen vízágyúkat vetettek be.
2010. december 20-án nagyjából 1300 tüntető követelte a kormányzati korrupció felszámolását, a tisztességes megélhetés és a demokrácia védelmét követelve. A tüntetők panda-maszkokat viseltek, mivel korábban a pekingi kormány, jóakaratának jeléül két pandakölyköt ajándékozott Makaónak. A Kaj-kaj (Kai-kai) (開開) és a Hszin-hszin (Xin-xin) (心心) névre hallgató állatok nevének összevonásával keletkezett Kajhszin (Kaixin) (開心) szó jelentése „vidám”, „boldog”. A pandák számára a makaói kormány egy 3000 m² területű, 90 millió patacás (nagyjából 11 millió amerikai dollár) pavilont építtetett. Az állatoknak készülő luxusszállást sérelmező tüntetők a rossz makaói lakáshelyzetre is felhívták a kormány figyelmét.
2011 és 2013 között több jelentős hotel- és kaszinóberuházás kezdődött a Cotai Strip-en.
Makaót „kelet Monte-Carlója” névvel is szokás említeni, mivel évente 7-8 millió turistát fogad. Többségük Hongkongból érkezik, de a tajvaniak és a japánok is szívesen látogatják. Többségüket a kaszinók vonzzák, és az ebből befolyó adó a GDP mintegy negyedét adja, az idegenforgalom bevételének kétharmadát és a költségvetés bevételének mintegy felét. Ugyanakkor sok érdeklődőt vonzanak a lóversenypályák és az agárversenyek, illetve az azokhoz kapcsolódó fogadások is. Az utóbbival foglalkozó fogadóirodák működését külön törvény szabályozza.
2011-ben a munkaképes lakosságból (337 716 fő) 175 821 személy (52,1%) a vendéglátó- és szolgáltatóipari ágazatokban dolgozott, ami 2001-hez képest 14%-os növekedést jelent. Az átalakult gazdaság eredményeképpen a munkaképes lakosságnak csak 3,4%-a dolgozik a feldolgozóiparban (2001-ben ez az arány 16,4% volt).

## Galéria

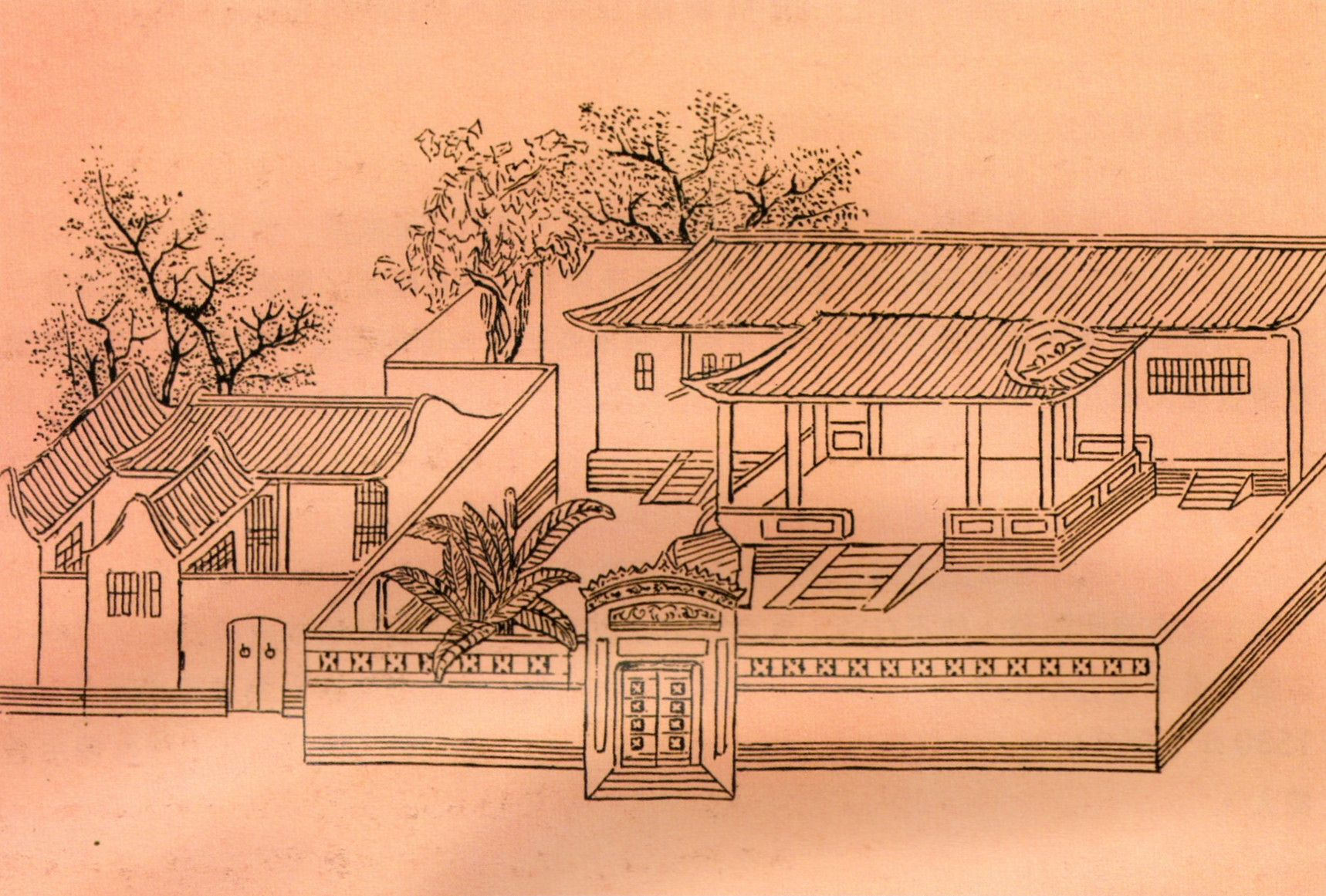
A „Leal Seando” (Lojális Szenátus) épülete 1751 körül
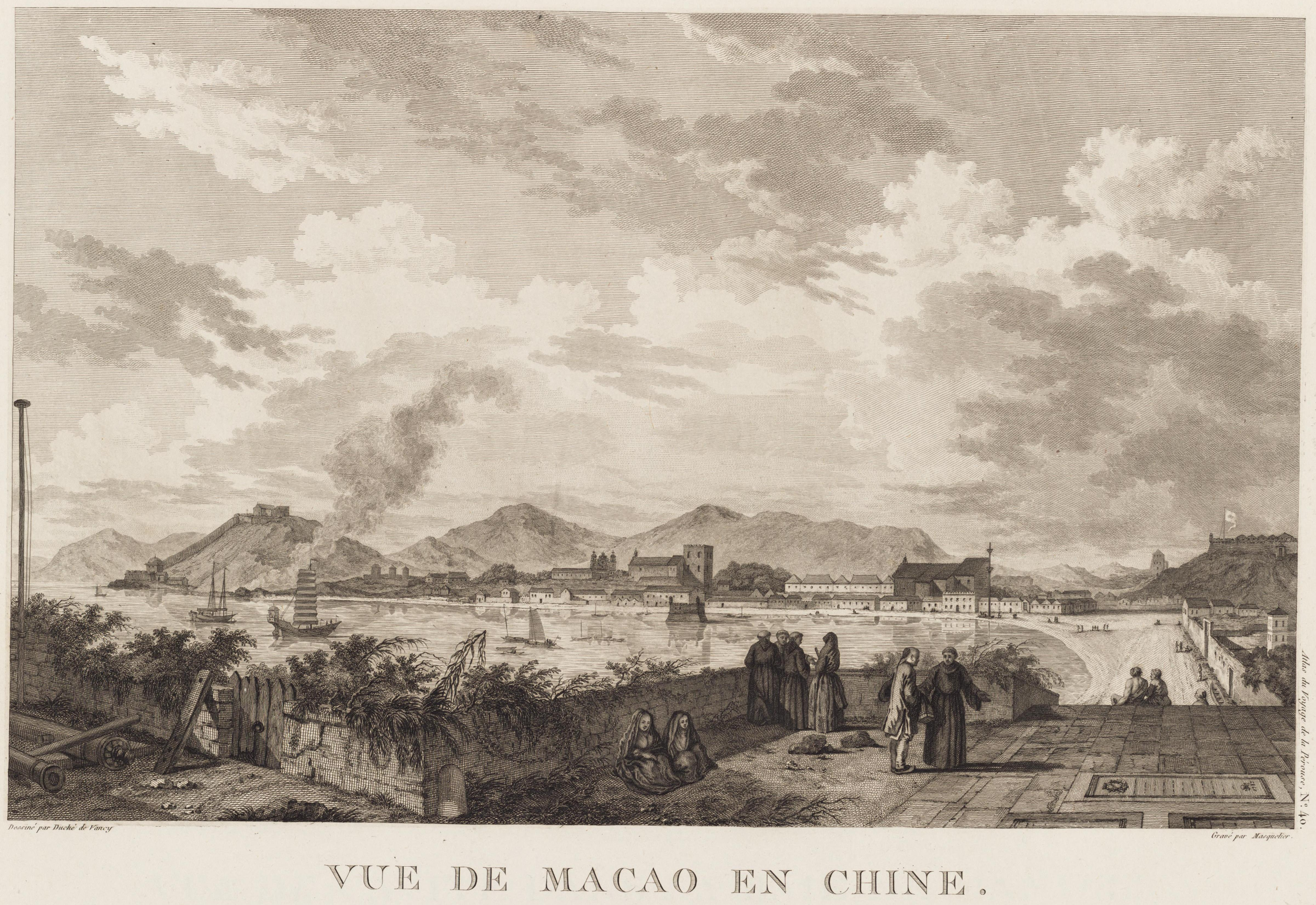
Makaó 1787-ben, La Pérouse expedíciója idején
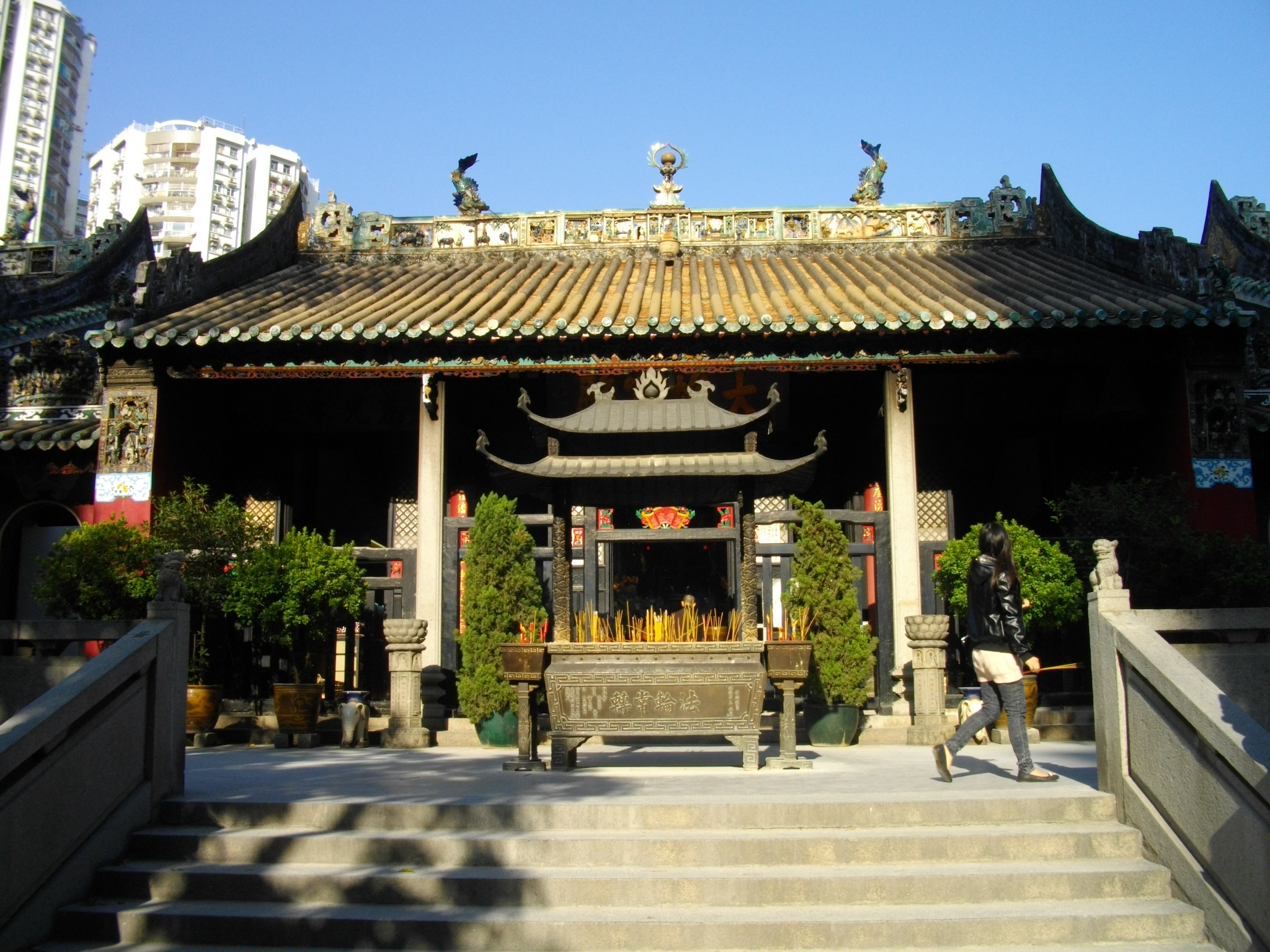
Az 1844-es amerikai-kínai szerződés helyszínéül szolgáló Kun Iam Tong-templom
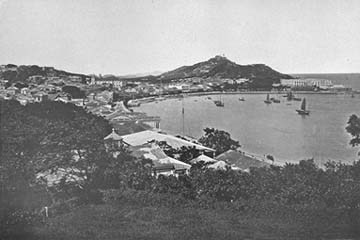
Makaó 1870 körül
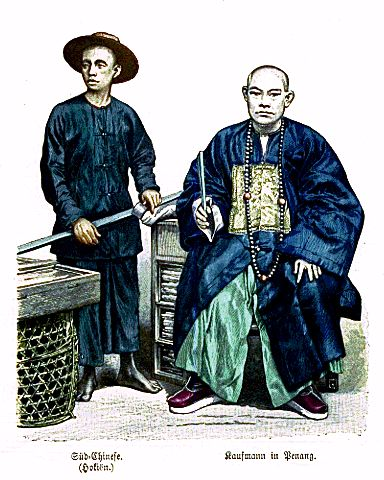
Egy makaóihoz hasonló fucsieni (fujiani) munkás és egy kereskedő (Malajzia, 1880)
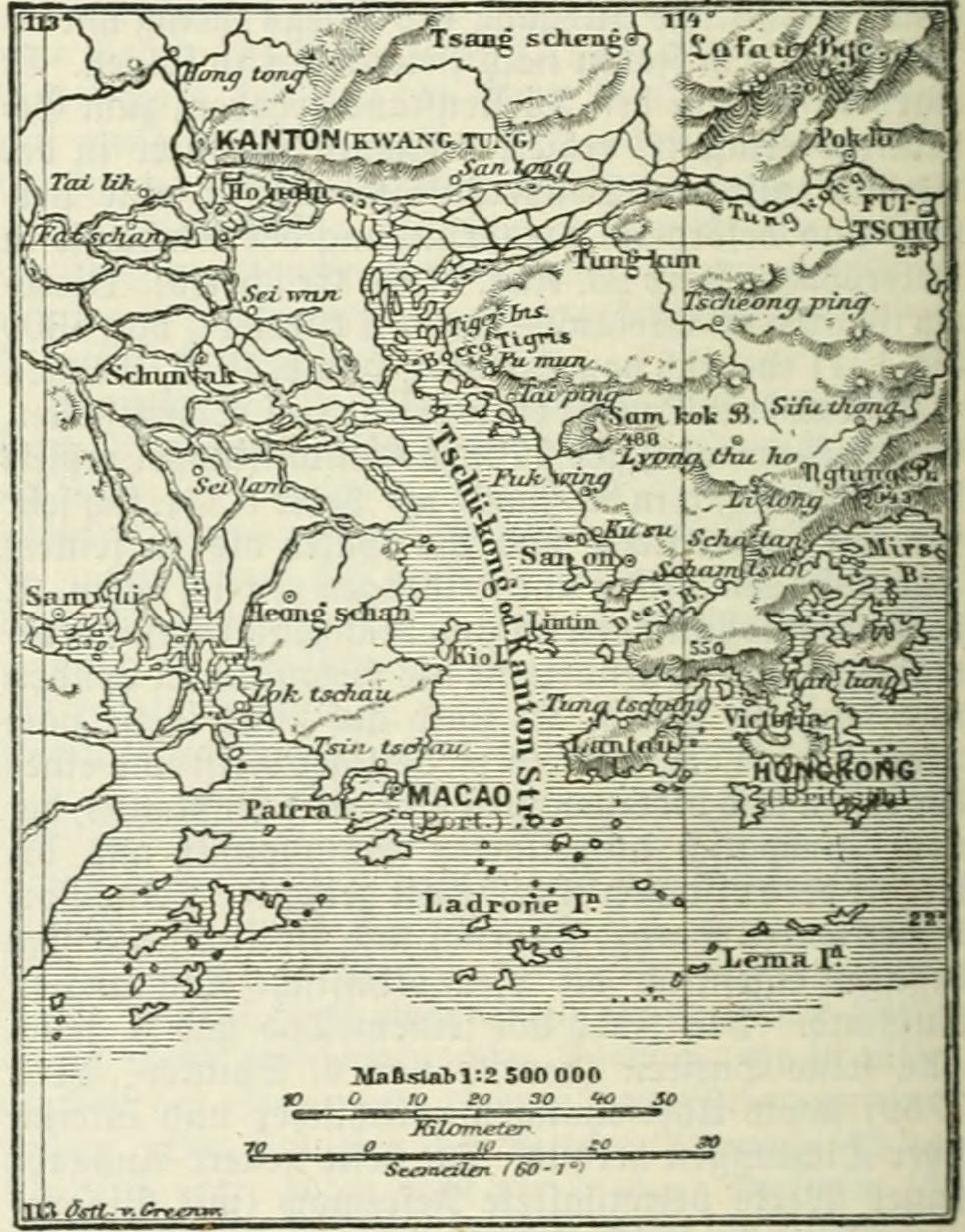
Német térkép 1888-ból (Hongkong, Makaó, Nei Lingding-sziget és Kanton)
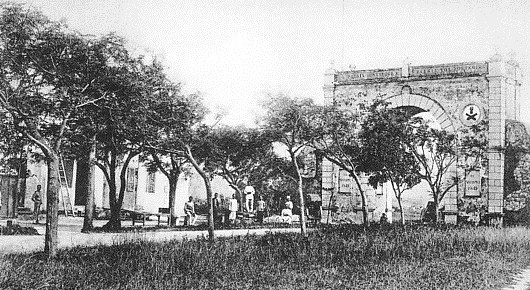
A Portas do Cerco 1890 körül
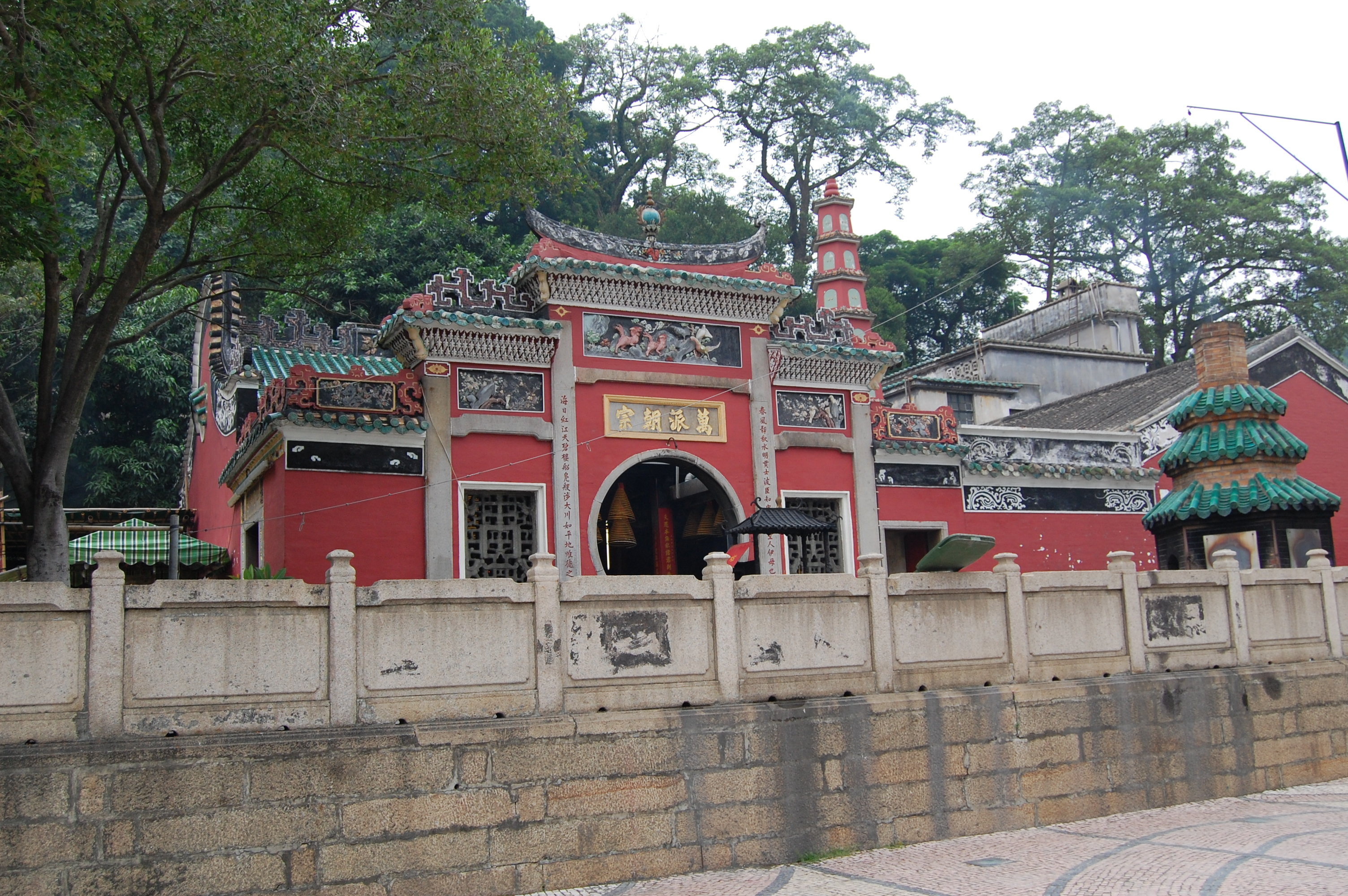
A-Ma temploma
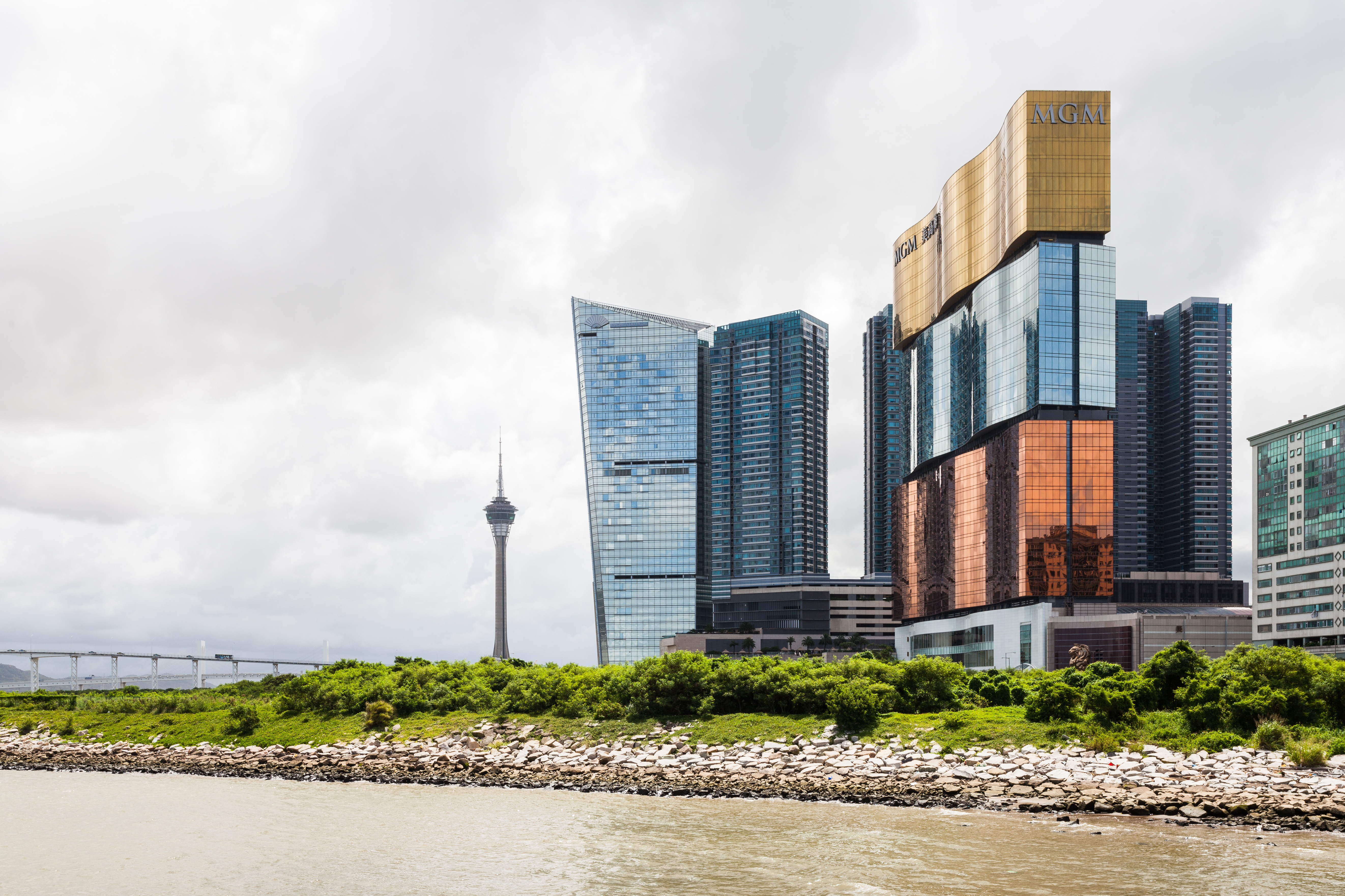
A makaói kaszinók látképe
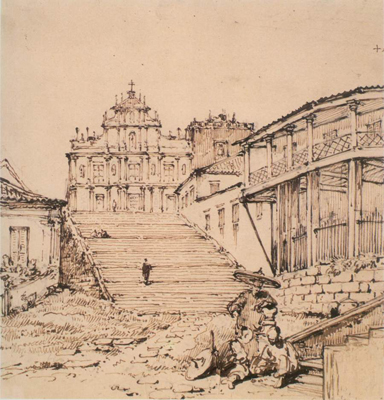
A Szent Pál-székesegyház a 19. században (George Chinnery képe)
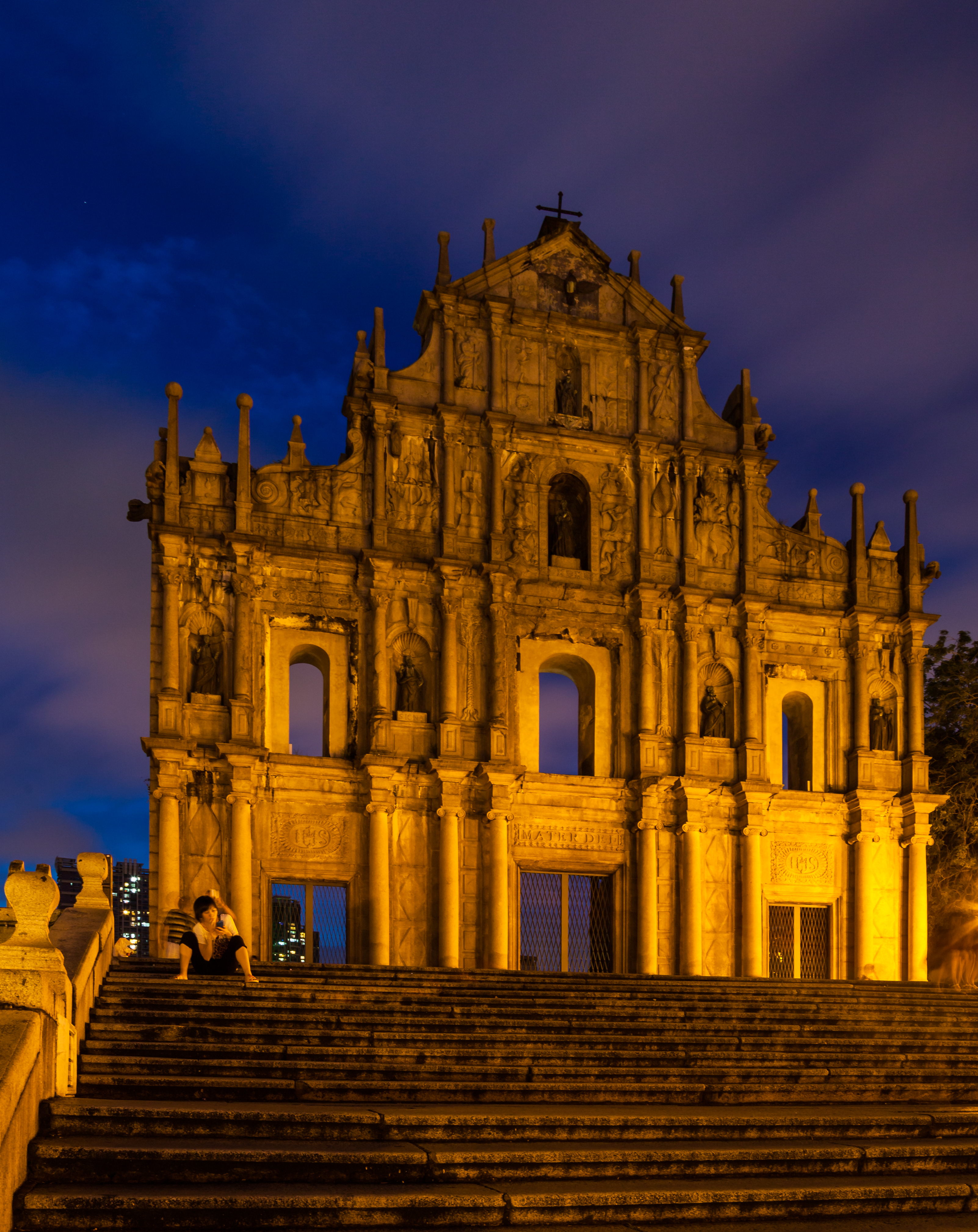
A Szent Pál-székesegyház 2013-ban
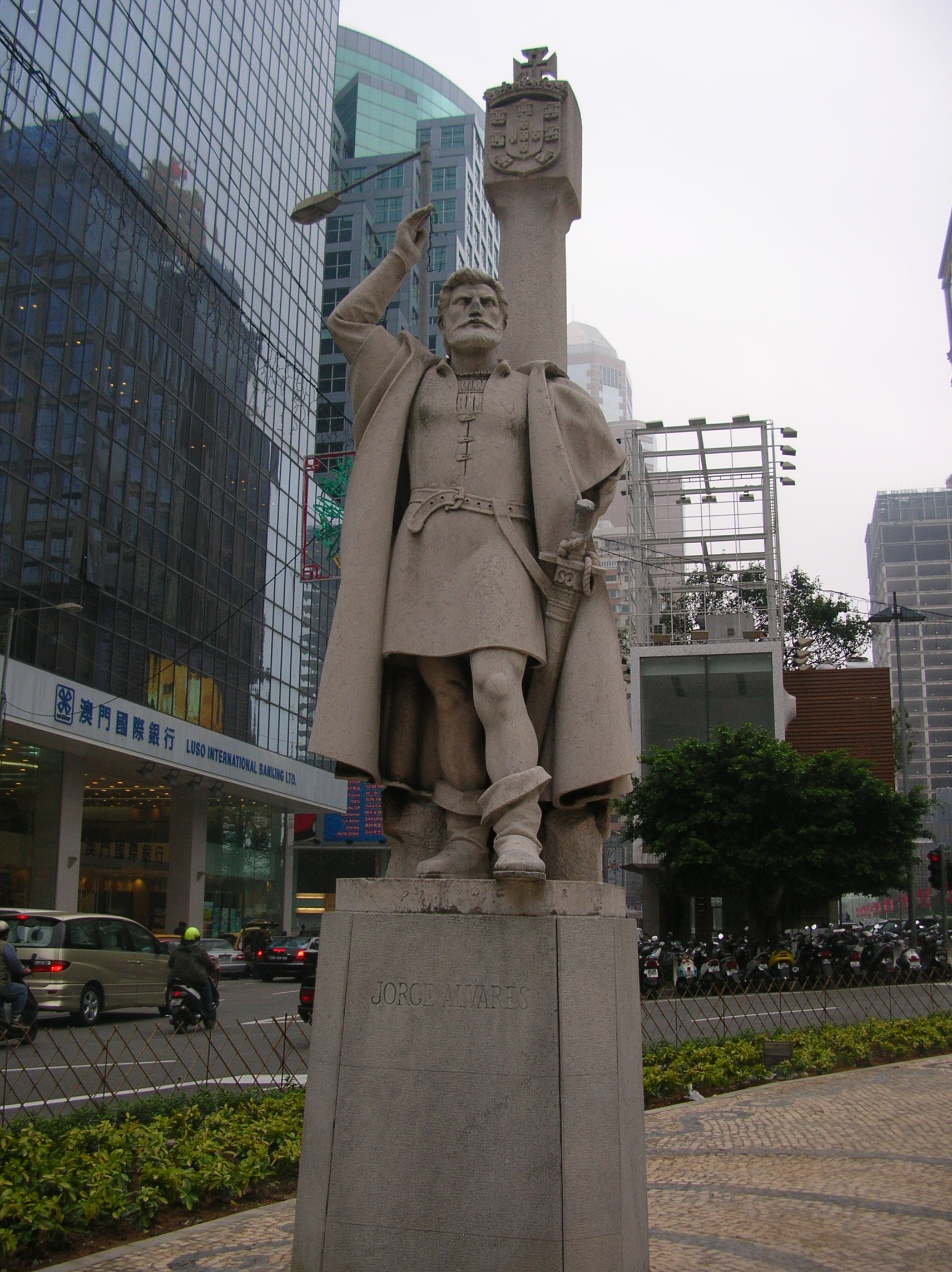
Jorge Álvares szobra Makaóban
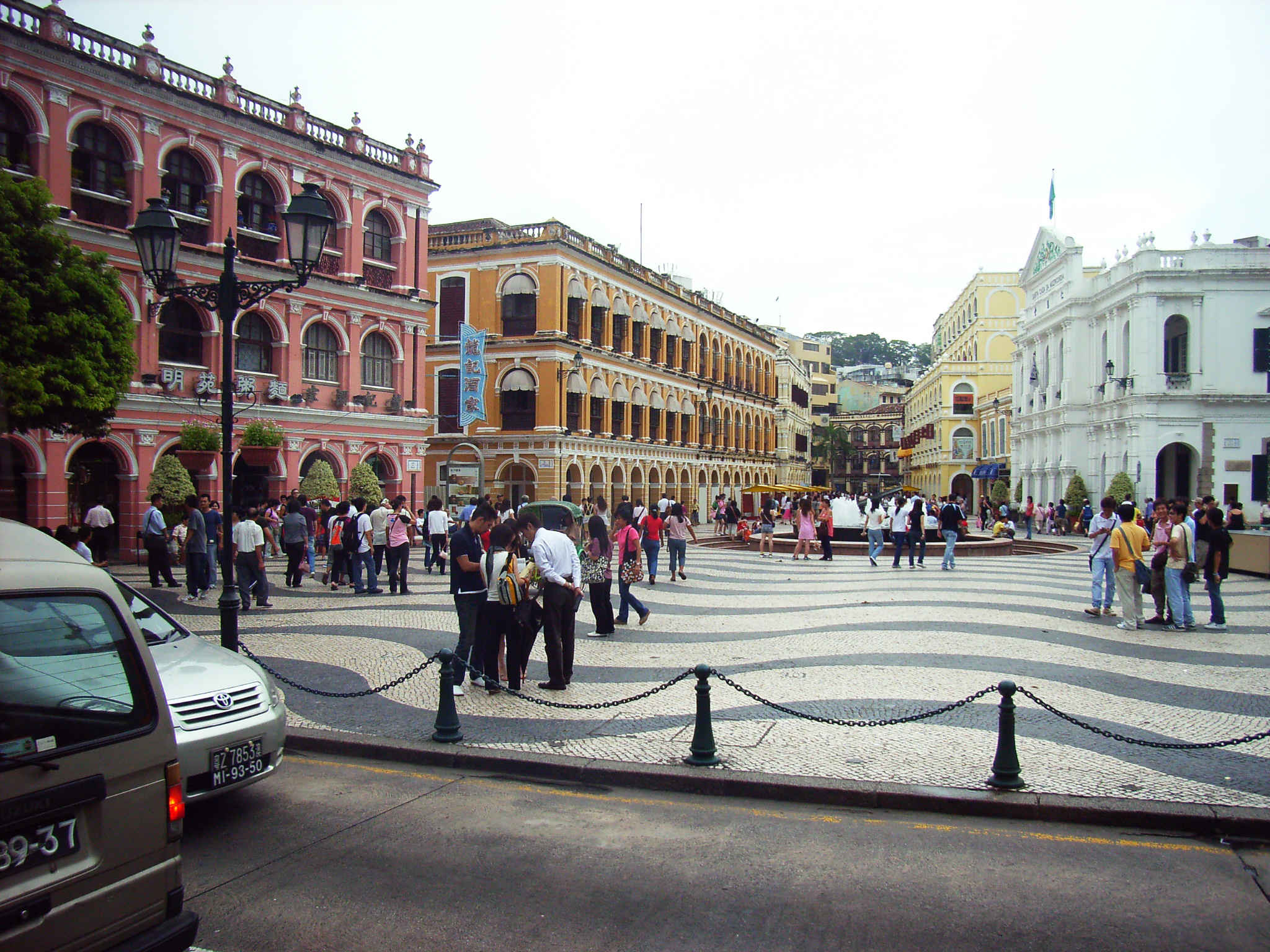
A szenátus tere